# Kriminalroman
Der Kriminalroman (kurz Krimi) ist ein Genre der Literatur. Auch wenn die Ursprünge des Kriminalromans weiter zurückreichen, etablierte er sich erst im 19. Jahrhundert als eine literarische Gattung. Er thematisiert in der Regel ein Verbrechen, seine Verfolgung und Aufklärung durch die Polizei, einen Detektiv oder eine Privatperson. Der Schwerpunkt, Sicht- und Erzählweise einzelner Kriminalromane können sich erheblich unterscheiden. Das Genre teilt sich heute in zahlreiche Untergattungen auf und hat im Verlagsgeschäft erhebliche kommerzielle Bedeutung.
In der Literaturwissenschaft galten Krimis traditionell als gering geschätzte Trivialliteratur, die für ein breites und weniger anspruchsvolles Publikum geschrieben wurden. Mittlerweile ist der Kriminalroman eine anerkannte Literaturgattung, für die zahlreiche Literaturpreise vergeben werden: Dazu zählen in Amerika der Edgar Allan Poe Award, der Shamus Award und der Anthony Award, in Großbritannien die CWA Dagger Awards, in Frankreich der Grand prix de littérature policière, in Deutschland der Deutsche Krimi-Preis und der Glauser, in Skandinavien der Glasnyckel (schwed. für Glasschlüssel) sowie in Australien der Ned Kelly Award.

## Definitionen des Kriminalromans
Im literarischen Genre des Kriminalromans steht die Aufklärung eines Verbrechens im Mittelpunkt der Erzählung. Der Leser folgt der Ermittlerfigur bei ihren Versuchen, den Täter zu identifizieren. Das Täterrätsel, an dessen Lösung sich der Leser trotz aller falscher Fährten beteiligt, produziert die Neugier oder Spannung, die den Leser an die Erzählung bindet.
Nach Bertolt Brecht handelt „der Kriminalroman [...] vom logischen Denken und verlangt vom Leser logisches Denken. Er steht dem Kreuzworträtsel nahe.“ Er biete dem Leser eine Spannung, die sich durch diese geforderte Logik, durch die Bedeutung von Interessen als Motive und den Genuss, Menschen handelnd zu sehen, von anderer Literatur unterscheide. Das Aufspüren der Kausalität menschlicher Handlungen sei „die hauptsächlichste intellektuelle Vergnügung, die uns der Kriminalroman bietet“, der deshalb ein bestimmtes Grundschema aus von Ereignis, Beobachtung, Hypothese und Lösung einhalten und – bei aller Variation – auch wiederholen müsse.
Für Patricia Highsmith, der „Meisterin des Psychothrillers“, habe jede Geschichte mit einem Anfang, einer Mitte und einem Schluss „Spannung“, ein Thriller wegen der vorkommenden Gewalt und Gefahr besonders viel davon. Thriller lieferten Unterhaltung in meist „‘lebhaftem und oberflächlichem Sinne ... In einem Thriller erwartet man keine profunden Gedankengänge , keine langen Absätze ohne Action.‘“ Aber jede lebendige Story sei offen für „profunde Gedanken“, sofern der Autor das wolle.
Für die mit dem Glauser-Krimi-Preis 2004 ausgezeichnete Autorin Gabriele Wolff ist der Gegenstand des Krimis eine „physische, potenzielle oder tatsächliche Gewalt, die sich im Rahmen einer Handlung, einer Geschichte mit Anfang, Mitte und Schluss, vollzieht, einer Geschichte, die wegen der existentiellen Bedrohung des Individuums Spannung generiert und hierdurch das Leserinteresse er- bzw. unterhält.“

## Hauptformen des Kriminalromans

### Thriller
Die meisten Kriminalromane werden heute im Buchhandel als Thriller (von englisch to thrill ‚mitreißen‘, ‚fesseln‘) gelabelt, in denen der oder die Ermittler selbst zum Ziel des Täters werden. Stellt der Detektiv im traditionellen Detektivroman, dem „Whodunit“ (siehe unten), eine unantastbare Person dar, wird im Thriller der Verfolger zum Verfolgten. Neben die Lösung des Verbrechensrätsels tritt damit als „zweite Spannung“ die Bedrohung des Ermittlers.
„Am Anfang steht Normalität. Heile kleine Welt. Familie, Nachbarn, Freunde. Dann bricht etwas ein. Unheimlich, unerklärlich. Die Ordnung erodiert, und je weiter das Ganze voranschreitet, desto schlimmer wird es. Sicher geglaubte Strukturen zerfallen. Gewissheiten enden, Vertrautes wendet sich gegen uns. Thriller erzählen vom Kontrollverlust.“
Im Psychothriller ist der Konflikt, der sich zwischen den Hauptfiguren entfaltet, eher geistig oder emotional als physisch. In vielen Psychothrillern ist das zentrale Thema des Films die Manipulation der Wahrnehmung der Hauptfigur, die erst spät oder gar nicht unterscheiden kann, was Wahrheit und was Täuschung ist.

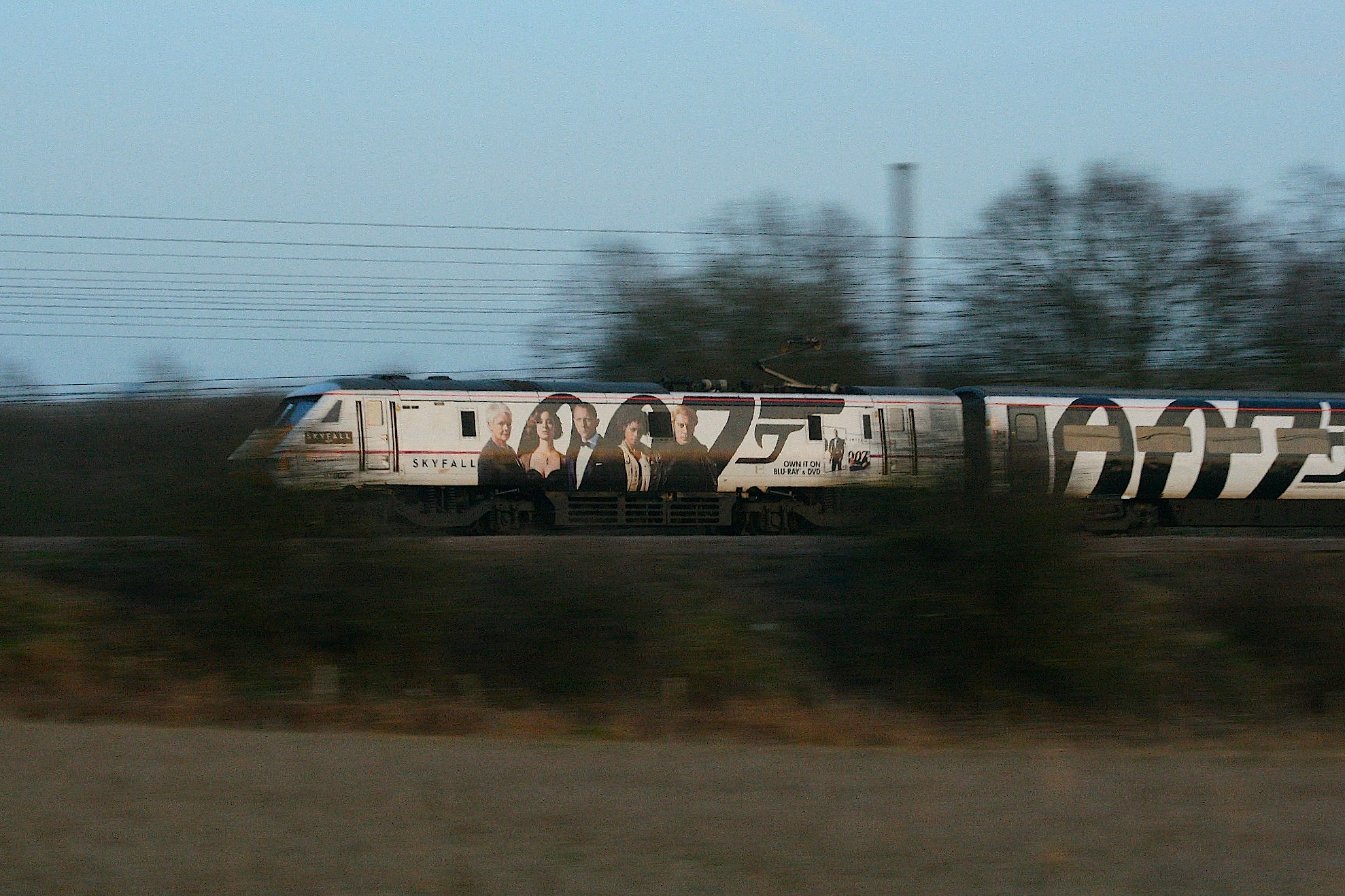
Werbung auf einem englischen Intercity-Schnellzug für den neuesten Bond-Film Skyfall 2012

Der Politthriller unterscheidet sich vom klassischen Verbrechensthriller dadurch, dass Terrorismus, Spionage oder staatliche Institutionen oder deren Vertreter mit kriminellen Machenschaften in die Handlung verwickelt sind. Die dargestellten Ereignisse nehmen oft Bezug auf reale politische Ereignisse der Vergangenheit, verbinden sie aber mit fiktiven politischen Ereignissen, die in existierenden oder fiktiven Ländern platziert werden. Eine der erfolgreichsten Romanerfindungen in diesem Subgenre war James Bond (ab 1953), die Hauptfigur von Romanen und Kurzgeschichten des Autors Ian Fleming (1908–1964), die später verfilmt wurden. Im Laufe der Zeit entwickelte sich James Bond zu einer Ikone der Popkultur.
Das Subgenre des Technothrillers bewegt sich, wenn auch nicht immer, so doch häufig im Grenzbereich der Science-Fiction. Technothriller spielen in der Gegenwart mit einzelnen Innovationen, die über den bekannten Stand der Technik hinausgehen; bei größeren Schritten in eine mögliche oder fantastische Zukunft handelt es sich um Science-Fiction.
Bekannte Vertreter des Thrillergenres sind Alfred Hitchcock mit Filmen wie Psycho oder die Autoren Tom Clancy, Patricia Highsmith, Matthew Reilly, Ken Follett sowie Dan Brown mit Illuminati und Sakrileg, das Autorengespann Douglas Preston & Lincoln Child, Scott McBain sowie Eric Ambler, der als einer der Mitbegründer des Genres gilt. Auch die Fernsehserie 24 gehört dem Thrillergenre an.
Als einer der wichtigsten Begründer des Thrillers gilt der Schotte John Buchan mit seinem 1915 veröffentlichten Spionageroman The Thirty-Nine Steps, der 1935 die Vorlage für die gleichnamige Verfilmung von Alfred Hitchcock lieferte.

### Whodunit
Die klassische Detektivgeschichte vor allem des 19. und frühen 20. Jahrhunderts ist ein Whodunit – die Bezeichnung ist eine Verballhornung des englischen „Who’s done it?“ (dt.: „Wer hat es getan?“). Nach der auf den ersten Seiten des Romans beschriebenen Entdeckung eines Verbrechens wird die Identifizierung des Täters zum zentralen Thema der Erzählung: „Aus Frage und Antwort besteht die Anatomie des Detektivromans.“ Die sich allmählich ergänzenden Antworten entlang dem vorgebahnten Weg ermöglichen die „Emanzipation des Lesers vom Erzähler“, auch wenn das Rätsel erst ganz am Ende gelöst wird.

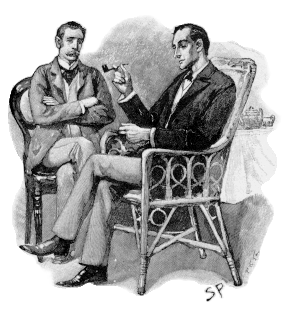
Sherlock Holmes, Held einer Detektivserie von Arthur Conan Doyle, bespricht sich mit Dr. Watson. Beide sind typische Vertreter der Gattung.

Einer der Protagonisten des klassischen englischen Whodunit wurde Arthur Conan Doyle mit seinen Erzählungen über den Detektiv Sherlock Holmes (ab 1887). Holmes wurde zum „Inbegriff des Detektivs“ und mit seinem Habitus auch „ein perfektes optisches Klischee.“ Seine umfassende Kompetenz ist „eine Funktion seiner erhabenen Lebensferne“, soziologisch ist Holmes immer ein Außenseiter, charakterologisch ein Exzentriker und erzähltechnisch bloße Funktion: der Mann, der die Fragen stellt und die Antworten findet. Neben anderen Detektivfiguren sind vor allem Hercule Poirot (ab 1920) und Miss Marple (ab 1927) als Protagonisten zu erwähnen, beides Figuren der Autorin Agatha Christie.
Häufig begleitet den Detektiv bei seinen Ermittlungen eine sogenannte „Watsonfigur“ (wie Dr. Watson bei Doyle), die dem „genialen“ Ermittler seine Schlussfolgerungen und Gedankengänge im Dialog entlockt. Der Bypart kann auf verschiedenste Arten besetzt werden, er reicht vom bekannten Freund bei der Polizei, der Sekretärin, dem Spitzel an der Ecke, über Liebhaber, Kollegen und Freunde bis hin zum intelligenten Computer in neueren Krimis.
Zumindest die älteren Detektivromane vermitteln mit der Lösung des Verbrechensrätsels die Hoffnung auf eine Wiederherstellung der gesellschaftlichen Ordnung, auf eine heile Welt, und verschweigen „die gesellschaftliche Mitverantwortung für das Verbrechen.“ Ein typisches Setting hierfür ist das locked room mystery, ein von der Außenwelt abgeschnittener Schauplatz mit einer begrenzten Zahl von Verdächtigen, die oft in verschiedenen Beziehungen zum Opfer stehen. Anfangs scheint niemand ernsthaft verdächtig, dann aber erkennt der Detektiv mehr und mehr Motive für das Verbrechen. Mit der Aufdeckung dieser "sekundären Geheimnisse" ist nach Auflösung des Falls die Welt „nicht mehr die gleiche, die sie war, bevor der Mord geschah.“
Seit den 1930er-Jahren wurden Whodunits von den vor allem US-amerikanischen Hardboiled-Krimis verdrängt und überlebten danach vor allem in der Trivialliteratur und in Kinder- und Jugendbüchern wie denen von Wolfgang Ecke, der TKKG-Reihe oder der Reihe Die drei ???. Im postmodernen Roman wurde das Genre wiederbelebt, meist in ironisch gebrochenen Formen wie beispielsweise in Umberto Ecos Roman Der Name der Rose oder den unter dem Pseudonym Dan Kavanagh erschienenen Duffy-Krimis von Julian Barnes. Eine neue Blüte erfährt der Whodunit seit den 1980er Jahren im Asiatischen Raum durch die Japanische „Neue orthodoxe Schule“ (Shin Honkaku Ha). In Europa sind es Autoren wie Paul Halter und Rob Reef, die sich diesem Genre widmen.

### Hardboiled-Krimi / Schwarze Serie / Krimi Noir
Das Genre entwickelte sich als Gegenentwurf zum klassischen Whodunit-Krimi (siehe oben), entstanden in den 1920er Jahren in den USA und erlebten ihren Höhepunkt in den 1930er bis 1940er Jahren. Die Bezeichnung „hardboiled“ (hart gekocht) steht für Protagonisten, die sich in einer oft brutalen Welt bewegen. Dashiell Hammett und Raymond Chandler entwickelten für ihre „Aktionsromane“ in ihrer „Wendung zum Realismus“ den Typ des Detektivs von der Verkörperung von Logik und Vernunft zum Einzelkämpfer mit Fäusten und Pistole, der nicht Gegner eines einzelnen Verbrechers ist, sondern gegen systemische Korruption und organisiertes Verbrechen kämpft. Raymond Chandler schuf in Der große Schlaf mit seinem Detektiv Philip Marlowe eine solche Ikone der Kriminalliteratur: Der hardboiled detective ist typischerweise ein zynischer, desillusionierter Polizist oder Privatdetektiv, der als Einzelgänger auch mit illegalen Mitteln ermittelt. Statt eines happy ending bleiben die sozialen Missstände nach der Entlarvung des Mörders bestehen und lassen den Detektiv oft resignieren.
Vom Hardboiled-Krimi abgeleitet entstand die französische Variante als Roman noir: Schwarze Serie ist ein Oberbegriff für Romane (Roman noir) und oft Schwarzweißfilme (Film noir) um den einsamen Großstadtdetektiv, der auch als Lone Wolf, Lone Eye bzw. Private Eye bezeichnet wird, unabhängig, unbeugsam, zynisch inmitten einer meist korrupten Umgebung ist.
Als Gegensatz zum auf den Ermittler fokussierten Actionkrimi gibt es auch Erzählungen aus der Perspektive des Meisterdiebs, beispielsweise Arsène Lupin, Fantômas und A. J. Raffles von E. W. Hornung sowie im Hörfunk die Reihe Dickie Dick Dickens.

### Regionalkrimi
Der Regionalkrimi (auch Lokalkrimi, Heimatkrimi und Provinzkrimi genannt) ist im Unterschied zum Kriminalroman im Allgemeinen eher soziologisch und touristisch orientiert. Landschaftsbeschreibungen, die Vermittlung einer Atmosphäre, regionale oder lokale Details und Nebenhandlungen haben eine größere Bedeutung als in anderen Sub-Genres. Donna Leon, Autorin der in Venedig spielenden inzwischen 33 Brunetti-Romane, kommentiert in einem Interview das Besondere des Subgenres: „Ihre Krimis sind alle in Venedig angesiedelt. [...] Könnten sie auch woanders spielen? Unmöglich. Das Leben in Venedig ist besonders. Jedes Mal, wenn sie Ihre Augen aufmachen, sehen Sie Schönheit. Schon links um die Ecke steht ein schönes Gebäude [...].“
Die Platzierung der Handlung in einem örtlichen oder zeitlichen Woanders ist keine neue Erfindung. Die Handlungen spielen etwa im antiken Ägypten oder im antiken Rom (Death Comes as the End, dt. Rächende Geister von Agatha Christie), im Mittelalter (Der Name der Rose von Umberto Eco, Bruder Cadfael von Ellis Peters), im alten China (Richter Di von Robert van Gulik) oder der Zukunft (Der letzte Detektiv als Hörspiel, Die Stahlhöhlen von Isaac Asimov, Minority Report im Film und Buch, Wer stiehlt schon Unterschenkel? und Der Samenbankraub von Gert Prokop). Die historischen Kriminalromane, speziell die SPQR-Romane von John Maddox Roberts, daneben auch die von Steven Saylor, zeichnen sich durch überaus gründliche historische Kenntnisse aus.
Im englischen Sprachraum hat sich das Subgenre des Genealogie-Krimis entwickelt, der kriminalistische und genealogische Recherchen verknüpft. Nur von Nathan Dylan Goodwin und Dan Waddell sind deutsche Übersetzungen erschienen.

### Sozial- und gesellschaftskritische Krimis
Eine Reihe von Autoren verbindet das Schema des Kriminalromans mit Absichten einer realistisch entschleiernden sozialen und politischen Analyse. Beispielsweise Friedrich Dürrenmatt in Der Verdacht und Das Versprechen oder in den Sozio-Krimis der 1970er und 1980er Jahre in Deutschland, stilbildend bei Autoren wie Horst Bosetzky (-ky), Hansjörg Martin, Richard Hey und Michael Molsner. Ebenso in Krimis der schwedischen Autoren Maj Sjöwall/Per Wahlöö und Henning Mankell oder von Harry Kemelman oder von Antonio Munoz Molina, der über das moderne Madrid schreibt, von Vázquez Montalbán, der über Barcelona oder des Autorenpaars Fruttero-Lucentini, die über das moderne Turin schreiben. Leonardo Sciascias analysiert die Durchdringung der italienischen Gesellschaft durch die Mafia.
Diese Romane könnten ohne Verwendung von Krimi-Elementen „in der Regel keine übermäßigen Spannungseffekte auslösen“, was notwendig aus der umfangreicheren Darstellung „gesellschaftlicher und staatlicher Verhältnisse“ und der damit verbundenen „Anonymität des politischen Systems“ resultiere und zwangsläufig „Grundregeln des traditionellen Detektivromans – des ‚Whodunit‘“ verletze. Die im Thriller und Whodunit mit der Lösung des Falls oft verbundene märchenhafte Rückkehr zu Normalität und Ordnung wird von diesen Autoren als eine Rückkehr zu einem Zustand gesehen, in dem die Durchdringung der bürgerlichen Gesellschaft durch das organisierte Verbrechen mehr oder weniger normal ist – je tiefer das Verbrechen in die Strukturen der Gesellschaft eingesickert ist, desto mehr wandelt sich der Detektiv von einem Retter zu einem entmachteten Außenseiter – oder wird sogar eliminiert. Dieser „scheiternde Detektiv“ verdeutliche die Grenzen der Rationalität und die unaufhebbare Fremdheit der Welt.
In den letzten Jahren gab es einen Boom der südafrikanischen Kriminalliteratur. Diese Kriminalromane thematisieren die sozialen Probleme des Landes und gehören zum Genre des politischen Kriminalromans, Apartheid, Post-Apartheid oder auch möglicherweise eine neue Apartheid in Südafrika sind ein Thema. Autoren und Autorinnen wie Deon Meyer, Malla Nunn, Andrew Brown oder Mike Nicol haben nicht nur in ihrem Heimatland, sondern auch weltweit großen Erfolg.

### Gangsterballaden

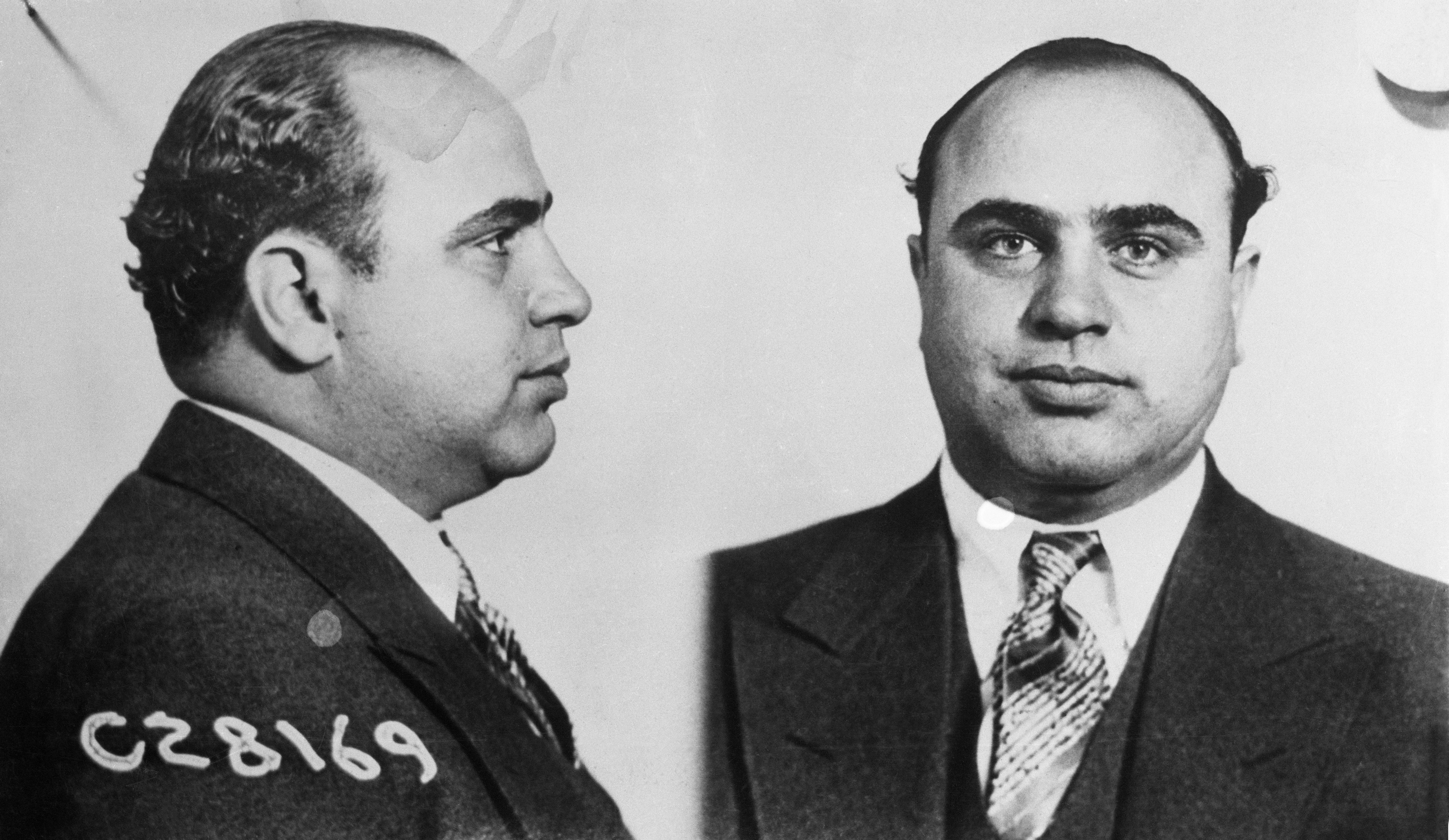
Al Capone (1899–1947), US-Gangster, der sich in Chicagoer Bandenkriegen zur Zeit der Prohibition großen Einfluss erkämpfte (Polizeifoto von 1931)

Häufiger Ausgangspunkt von Gangsterballaden war bzw. ist das Chicago rund um die Prohibition der 1920er und 1930er Jahre, Al Capone und andere reale Personen dienen hierbei im Krimi als Aufhänger. Auch der mittlere Westen und die Dust Bowl in Zeiten der Depression am Ende der 1920er Jahre und des New Deal dien(t)en seit Bonnie & Clyde als beliebtes Motiv. Zugleich ist er auch Ausgangspunkt für Polizei- und FBI-Geschichten, analog etwa New York, San Francisco und anderen bekannten amerikanischen Großstädte.
Im Gegensatz zum früheren Genre kann gelten, dass heute jedes größere oder bekanntere Verbrechen eine filmische und eventuell auch literarische, zum Teil biografische Aufarbeitung aus Opfer-, Täter- oder Ermittlersicht erfährt. Im neueren Kino findet sich auch zunehmend wieder das Komödienthema, zum Teil in Richtung Galgenhumor beziehungsweise Schwarze Serie abgewandelt. Namhafte Subgenres sind weiter der Gefängnisfilm und der auch mit Topkapi bekannt gewordene Plot der Planung, Durchführung und des Scheiterns oder Erfolgs.

### Krimis für Kinder und Jugendliche

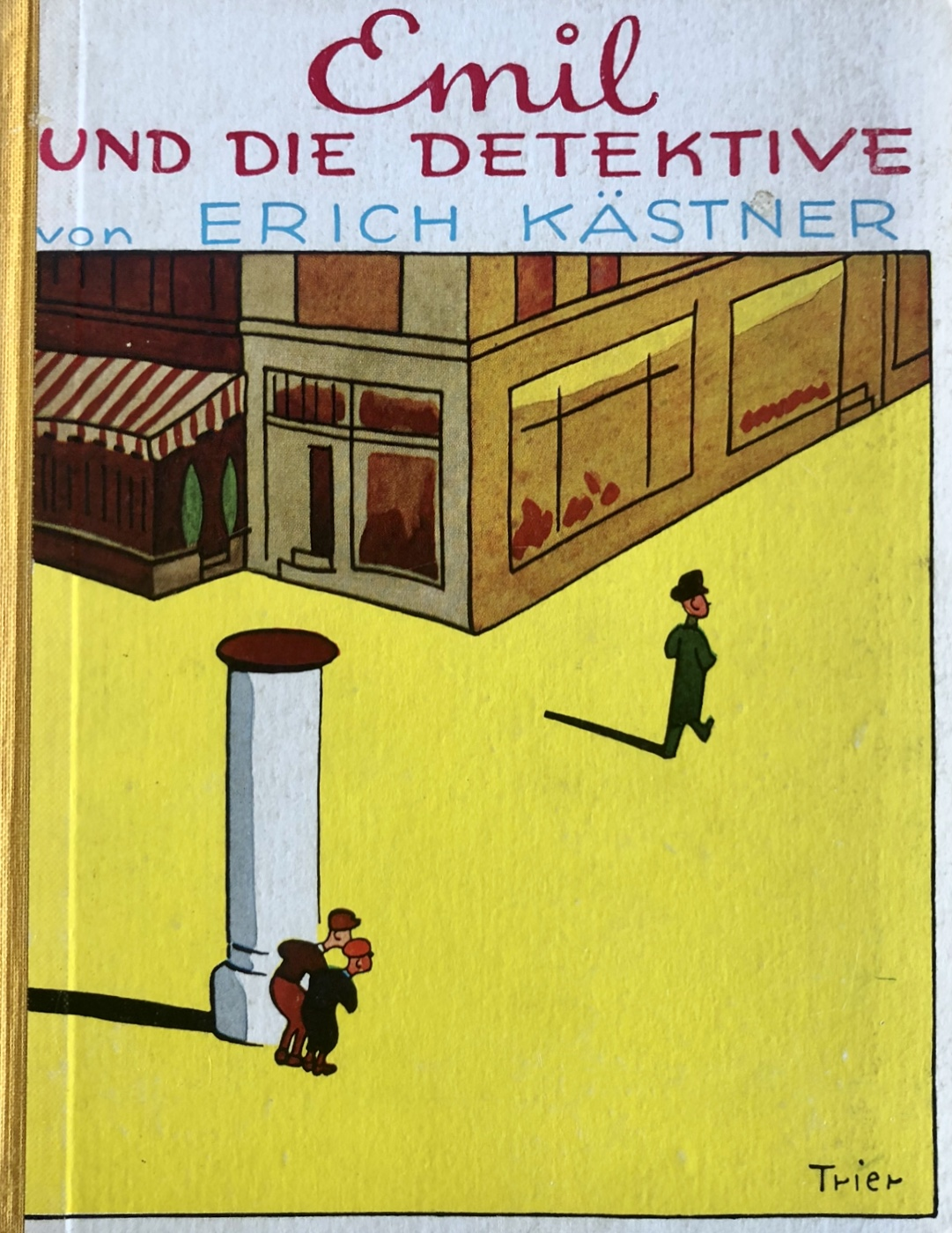
Cover (Walter Trier 1929) für Emil und die Detektive von Erich Kästner

Krimis ohne Schwerverbrechen und mit detektivischen Handlungen der Beobachtung, logischen Schlussfolgerung und mutigem Einsatz wurden und werden auch für Kinder und Jugendliche geschrieben. Thematisch behandeln diese Romane vor allem Diebstahl, Raub, Entführung und den Einsatz von Gruseleffekten zum Vorteil eines Täters. Ausgesprochene Kinderkrimis haben bereits Erich Kästner mit Emil und die Detektive oder Astrid Lindgren mit Kalle Blomquist verfasst. Zeitgenössische Autoren wie z. B. Mats Wahl verhandeln in ihren Kriminalromanen für Kinder ähnlich wie in den Erwachsenenkrimis auch aktuelle Gesellschaftsthemen wie Umwelt und die Integration von Minderheiten. Bei Kinder- und Jugendkrimis werden oft komödiantische Elemente verwendet, etwa bei Astrid Lindgrens Kalle Blomquist oder – aktueller – bei Eulen von Carl Hiaasen. Häufig werden die komischen Elemente auch an bestimmte Figuren geknüpft, etwa für Klößchen bei TKKG. Ganz und gar skurril sind die Romane von Nils-Olof Franzén mit dem "Meisterdetektiv" Agaton Sax.
Neben den singulären Kriminalgeschichten werden jedoch insbesondere Krimiserien von Kindern und Jugendlichen nachgefragt, die zum Teil sehr schematisch an die Begabung von Kindern appellieren, kriminologische Rätsel zu lösen: TKKG, Die drei ??? und auch die meisten Reihen von Enid Blyton z. B. Fünf Freunde, Abenteuer-Serie und die Geheimnis-um-Serie.

## Bekannte Detektive und Ermittler
Im klassischen Detektivroman:
- Pater Brown (G. K. Chesterton)
- Nestor Burma (Léo Malet)
- Auguste Dupin (Edgar Allan Poe)
- Sherlock Holmes (Arthur Conan Doyle)
- Hercule Poirot und Miss Marple (beide Agatha Christie)
- Ellery Queen (Ellery Queen)
- Philo Vance (S. S. Van Dine)
- Lord Peter Wimsey (Dorothy L. Sayers)
- Nero Wolfe (Rex Stout)

In Polizei- und Geheimdienstromanen:
- Hans Bärlach, Kriminalkommissär (Friedrich Dürrenmatt), Schweiz
- James Bond, Agent 007 des MI6 (Ian Fleming), England
- Jerry Cotton und Phil Decker vom FBI (Heftreihe), Deutschland
- Tweed vom MI6 (Colin Forbes), England
- Jules Maigret (Georges Simenon), Frankreich
- Wachtmeister (Jakob) Studer, (Friedrich Glauser), Schweiz
- Tabor Süden, (Friedrich Ani), Deutschland
- Martin Beck aus der Reihe Roman über ein Verbrechen von Maj Sjöwall und Per Wahlöö, Schweden
- Kurt Wallander, (Henning Mankell), Schweden
- Kommissär Hunkeler, (Hansjörg Schneider), Schweiz
- Konrad Sejer, Karin Fossum, Norwegen

Im Genre der „hardboiled novels“ ermitteln unter anderem Lew Archer (Ross Macdonald), Vincent Calvino (Christopher G. Moore), Mike Hammer, Philip Marlowe (Raymond Chandler) und Sam Spade (Dashiell Hammett). Das Subgenre ist nicht zuletzt durch das Kino des Film noir weit verbreitet, wie diverse filmische Abwandlungen (nicht selten Verfilmungen der literarischen Vorbilder) beweisen.
Ermittler neuerer Zeit sind etwa Kommissar Jean-Baptiste Adamsberg (Fred Vargas), Simon Brenner (Wolf Haas), Commissario Guido Brunetti (Donna Leon), Markus Cheng (Heinrich Steinfest), Privatdetektiv Henry Drake (Andreas P. Pittler), Polonius Fischer (Friedrich Ani), Maresciallo Guarnaccia (Magdalen Nabb), Irene Huss (Helene Tursten), Inspector Richard Jury (Martha Grimes), Inspector Lynley (Elizabeth George), Superintendent Alan Markby (Ann Granger), Commissario Salvo Montalbano (Andrea Camilleri), die Tigerkatze Mrs. Murphy (Rita Mae Brown), John Rebus (Ian Rankin), Vic Warshawski (Sara Paretsky) und Privatdetektiv Max Winter (Felix Thijssen).
Neben den Genreerweiterungen aus Begleitwissenschaften der Kriminalistik spielen auch Journalisten bzw. Autoren als Ermittler immer wieder eine Rolle: Siggi Baumeister in den Eifel-Krimis von Jacques Berndorf, Mikael Blomkvist in der Millennium-Trilogie von Stieg Larsson oder Maria Grappa in der gleichnamigen Reihe von Gabriella Wollenhaupt.

## Multimediale Ausbreitung
Kriminalgeschichten treten heute als etabliertes Genre medienübergreifend in allen Formen auf. Lagen die Ursprünge im Roman und Groschenheft, sind Krimis mittlerweile in allen Medien zu finden, vom Fernsehen über den Film bis hin zum Manga und Comic (beispielsweise Blacksad als „Remake“ der Schwarzen Serie, Dick Tracy). Ein Beispiel ist etwa die Reihe Nestor Burma von Léo Malet, für Fernsehen und Hörfunk bearbeitet, von Jacques Tardi gekonnt im Bande Dessinée, im Comic, umgesetzt. Die Spannweite reicht vom Jugendbereich (Die drei Fragezeichen, Die Schwarze Hand, Nick Knatterton) bis hin zum Erwachsenenbereich des Rotlichtviertels und Erotikmangas.

### Krimis im Hörspiel
- Paul Temple von Francis Durbridge. Hörspielreihe des NWDR bzw. des WDR u. a. mit René Deltgen als Paul Temple und Annemarie Cordes als dessen Ehefrau Steve.
- Gestatten, mein Name ist Cox von Rolf und Alexandra Becker. Hörspielreihe u. a. vom MWDR, NDR und BR. Cox wurde gesprochen von Carl-Heinz Schroth, Erwin Linder, Arno Assmann, Günter Ungeheuer und anderen.
- Dickie Dick Dickens von Rolf und Alexandra Becker. Klassisch Mischung von Capone und Chicago, abgewürzt mit sehr viel Humor. Hörspielreihe.
- Der letzte Detektiv. Hörspielreihe.
- Professor van Dusen, die Denkmaschine, eine Hörspielserie von Michael Koser.
- Tassilo S. Grübel sechsteilige Hörspielreihe von Martin Walser, teils mit Bruno Ganz in der Hauptrolle verfilmt
- Peter Lundt die Reihe rund um den gleichnamigen blinden Detektiv von Arne Sommer
- Musil und Musil eine Reihe mit dem witzigen, aber dauernd vom Pech verfolgten Privatdetektiv Musil, einer vom Schweizer Radio DRS produzierten Reihe

### Krimis im Comic

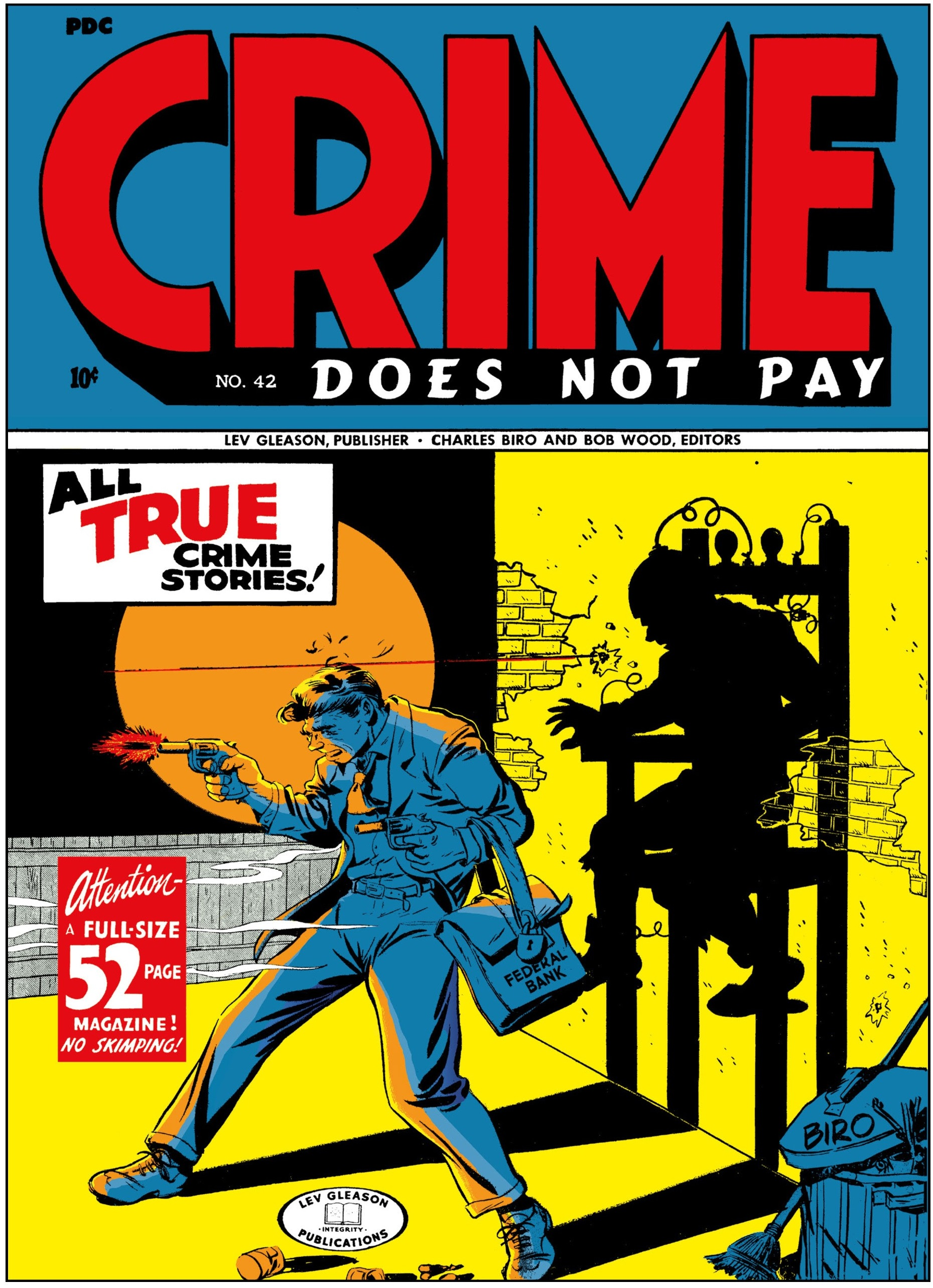
Crime Does Not Pay 42

- Blacksad, als tierische (fabelhafte) Hommage an die schwarze Serie
- 120, Rue de la Gare (Nestor Burma) von Léo Malet, gezeichnet von Jacques Tardi
- Dick Tracy von Chester Gould
- Detektiv Conan (Manga-Serie des japanischen Zeichners Aoyama Gōshō)
- Ein Fall für Micky (Micky Maus als Privatdetektiv)
- Nick Knatterton, Parodie auf Sherlock Holmes und die Wirtschaftswunderzeit
- Sin City, rabenschwarze, düstere und blutige Noir-Serie von Frank Miller.
- Ghost in the Shell, Anime bzw. Manga. Krimi- & Science-Fiction als Rahmen für philosophische Fragen.
- Percy Pickwick, (v. a. bekannt unter dem Autorenduo Turk und De Groot)

## Kriminalliteratur und literarische Qualität
Die literarische Qualität des Kriminalromans ist in Literaturwissenschaft und Feuilleton weiterhin ein Thema, obgleich der Kriminalroman in den vergangenen Jahrzehnten seine Position im literarischen Feld erheblich verbessern konnte. Die Aufheizung dieses Marktsegments führe zur Dialektik eines „Plus an Aufmerksamkeit“ bei gleichzeitigem „Minus an ästhetischem Prestige“ bis hin zu kalter Verachtung. Im Allgemeinen werde den Romanen der ernsten oder höheren Literatur (E-Literatur) ein Qualitätsvorteil gegenüber der Trivial- oder Unterhaltungsliteratur (U-Literatur) zugeschrieben, als deren Teil der Kriminalroman gilt. Dieser scheitere oft schon an der Konstruktion plausibler Handlungen, der Erfindung entwickelter Charaktere oder lebensechter Dialoge.

### Genre als Qualitätsgrenze
R. Gerber hat Mitte der 1960er Jahre auf der Basis der Analyse von Werken A. Conan Doyles, Autor der Sherlock-Holmes-Romane, und von Ian Fleming, Autor der James-Bond-Romane, versucht, Merkmale des Genres abzuleiten. Während im Kriminalroman immer ein David gegen Goliath oder gegen riesige Verschwörungen kämpfe, ohne nach den Ursachen des Verbrechens zu fragen, forsche die Verbrechensdichtung, Gerbers gegen die U-Literatur konstruierter Begriff für die Werke der E-Literatur, „nach dem Ursprung, der Wirkung und dem Sinn des Verbrechens und damit nach der Tragik der menschlichen Existenz. […] Der Kriminalroman ist also nicht einfach ein Roman, der ein Verbrechen schildert, sondern ein Roman, der das Verbrechen auf eine bestimmte Art behandelt, beschränkt behandelt. […] Der Kriminalroman ist kastrierte Verbrechensdichtung.“ Der Kriminalroman werde daher „seinem Wesen nach“ immer minderwertig bleiben. Damit schreibt Gerber dem Kriminalroman ein aus der Form per se resultierendes Defizit an literarischer Qualität zu. Diese Kritik aus der Sicht der Literaturwissenschaft wird unterstützt durch eine Genrewertung von Donna Leon, Autorin der in Venedig spielenden inzwischen 33 Brunetti-Romane. Sie kommentiert in einem Interview die Grenzen des Genres: „Frage: Würden Sie auch einen Roman ohne Mord und Ermittlung schreiben? Antwort: Dazu fehlt mir das Talent. Frage: Was ist daran so anders als an einem Krimi? Antwort: Die zu schreiben ist einfach. Es gibt einen Anfang, ein Verbrechen, es gibt jemanden, der das lösen soll, der aber gegen ein paar Verdächtige ermitteln muss, und dann findet er heraus, wer den Mord begangen hat.“

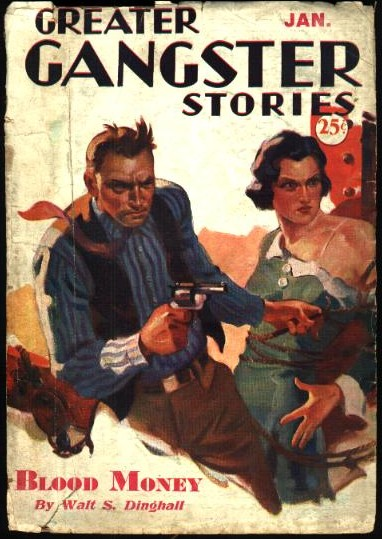
Greater Gangster Stories January 1934

Diesem Defizit der Gattung hat R. Alewyn mit dem Argument widersprochen, dass es einige Dutzend Detektivromane gebe, „die besser geschrieben sind als das meiste, was heute in Deutschland literarisch ernst genommen wird.“ Aus dem notwendigen Realismus des Detektivromans in Stil und Struktur „ergeben sich erhebliche Anforderungen an das handwerkliche Können des Autors.“ Auch Ulrich Broich sieht den Detektivroman mit seinen Neuerungen des psychologischen, sozialkritischen und philosophischen Krimis „grundsätzlich überall auf einer gleitenden Skala zwischen Trivial- und Hochliteratur angesiedelt.“
Die Krimiautorin Gabriele Wolff sieht im Kriminalroman ein großes aufklärerisches Potenzial und hält ihn sogar für „die ideale Form des Gesellschaftsromans“ – sofern er das „Unglück aus unserer Mitte“ darstelle, wie beispielsweise den Kreislauf von Verelendung und Kriminalität, von Misshandlungen, von überheblichen Politikern usw. und durch diese Welthaltigkeit eine neue Qualität erreiche. Dem im Feuilleton vorhandenen „üblichen Reflex, den Kriminalroman per se zur U-Literatur zu zählen und ihn allein aus diesem Grund zu ignorieren“, widerspricht Wolff mit dem Doppelargument, dass sowohl die E-Literatur unterhalten können müsse als auch, dass der Krimi als literarische Form für sog. ernste Themen immer offen gewesen sei. Die Zugehörigkeit eines Romans zur ernsten Literatur sei nie eine Garantie für Qualität gewesen – Marcel-Reich Ranicki habe in solchen Fällen gesagt: „Das Buch langgggweilt mich zu Tode.“ Natürlich müsse auch E-Literatur ihre Leser unterhalten: Kein Buch dürfe langweilen und „ein Autor kann aus vielen Gründen an der Großform ‘Roman‘ scheitern.“
Auch im Genre des Kriminalromans würden Werke von „welthaltigster Literatur“ bis hin zum literarischen Niveau eines bloßen Pageturners produziert, sodass es hinreichend Gründe gebe, über die Qualität der Werke beider Genres zu lamentieren: „An der gewählten Form ‘Kriminalroman‘ jedenfalls liegt es nicht, ob ein Roman gelingt oder missrät, ob er Schundliteratur ist oder Literatur“; es liege am Autor, ob das hässliche Entlein zu dem Schwan werde, der es potenziell sein könne. Die Dichotomie von E- und U-Literatur sei für Aussagen über literarische Qualität jedenfalls obsolet.
Die Einfachheit der Erzählweisen sei dagegen, so Wolfgang Brylla, für Bertolt Brecht keine Schwäche der Kriminalliteratur, sondern ihre Stärke. Diese liege in ihrer Übersichtlichkeit, ihrer „‘Schablonenmontur, in ihrer grundsätzlichen ‚Musterhaftigkeit‘, die allerdings einem ständigen Prozess der Variabilität unterliege. Krimis seien nicht gänzlich im klischeehaften Raster verfangen, sondern nutzen die möglichen Schemata aus, die variiert und modifiziert werden, um etwas Neues – im Rahmen der Erzählmöglichkeiten – zu erschaffen.“
Thomas Wörtche hält u. a. auf Gerber bezogen fest, dass „der Wertungsaspekt aufgrund wenig ausgefalteter Kriterien schon in die Positionierung auf dem Feld eingreift“ und Kriminalromane ausgegrenzt würden, „bevor überhaupt eine Wertungsdiskussion auf Grund ästhetischer Parameter zustande kommen konnte“. Generell hätten Ansichten wie die 1966 von Gerber veröffentlichten in der modernen Literaturkritik eine Außenseiterposition.

### Massenproduktion als Qualitätsgrenze
Nach Schätzung von Thomas Wörtche erscheinen pro Monat „ca. 200 neue Kriminalromane und Anthologien in deutschsprachigen Verlagen,“ pro Jahr also eine Neuproduktion von über zweitausend Titeln. Der Umfang der literarischen Produktion ist Ursache eines Qualitätsmonitoring durch Autoren, Literaturwissenschaftler, Kritiker und Buchhändler.: Der abgekürzt „Glauser“ genannte Friedrich-Glauser-Preis ist neben dem Deutschen Krimi Preis der wohl wichtigste Krimipreis im deutschsprachigen Raum. Jedes Jahr reichen Verlage die ihrer Meinung nach aussichtsreichen Neuerscheinungen bei der Glauser-Jury ein, um sie eventuell mit dem Preis besser promoten zu können. Gabriele Wolff gewann 2004 mit ihrem Krimi Das dritte Zimmer den Glauser-Krimi-Preis und wirkte zweimal als Jurorin bei seiner Vergabe mit.
Gabriele Wolff differenziert aufgrund ihrer Juryerfahrung die Qualitätsstruktur des Genres quantitativ: Von den eingereichten etwa 150–170 Kriminalromanen, vermutlich der aussichtsreiche Ausschnitt einer Jahresneuproduktion von zweitausend oder mehr deutschsprachigen Krimis, seien 30 % „unterirdisch schlecht“, 50–60 % erfüllten die Mindestanforderungen, aber nur 10–20 % „stoßen das Tor weit auf in die Welt eines Romans, der durch die Wahl der Form ‘Kriminalroman‘ gewinnt.“ Leider falle der kommerzielle Erfolg überwiegend Kriminalromanen mit Verbrechen zu, „die in der Realität des Lesers kaum oder gar nicht vorkommen“, Krimi-Märchen von Soziopathen und Weltverschwörern. Wolff gibt daher zwar Gerber mit Blick auf die literarische Qualität implizit teilweise recht, nicht aber seiner Vermutung über die Ursachen: Das an ausgefallenen Verbrechen interessierte Lesepublikum blende diese aus seiner Umgebung aus und damit auch die Frage nach „der eigenen Mitverantwortung oder nach dem eigenen Täter- oder Opferpotenzial“, wodurch es gesellschaftliche Verhältnisse zementiere. Raymond Chandler habe vermutet, das Publikum könne sich mit solcher Literatur in emotionale Spannung versetzen, ohne sich realen Gefahren auszusetzen. Außerdem spielen für Wolff auch Besonderheiten des Buchmarktes eine Rolle.
Thomas Wörtche sah 2020, in „Zeiten der Gärung“ im literarischen Feld, eine für die Kriminalliteratur problematische Situation heranreifen: „Im Moment ist beinahe jedes dritte verkaufte Buch [...] als ‘Kriminalroman‘ oder ‘Thriller‘ gelabelt.“ Auch wenn die mit avancierteren literarischen Verfahren arbeitenden Texte zeitweilig erfolgreich gewesen seien, „wandte sich das breite Lesepublikum doch lieber wieder eher schlichten, ästhetisch eher der Prämoderne verpflichteten Ausprägungen zu.“ Die „aktuelle massenhafte (Über-)Produktion von Kriminalromanen“, die nie dagewesene „Aufheizung eines Marktsegments“ führe zur Dialektik eines erheblichen „Plus an Aufmerksamkeit“ bei wachsender Gefahr, „das Prestige von ‘Kriminalliteratur‘ zu verspielen“. Unter dem Diktat des Marketings würden Kleinststrukturen oder Plot-Elemente vorgegeben – oder aus der Produktion eliminiert – und die Texte so für bestimmte Zielgruppen optimiert. Die Autorenvorgaben würden „nicht mehr von ästhetischen, poetologischen oder erkenntnistheoretischen Erwägungen geleitet [...], sondern von rein betriebswirtschaftlichen.“ Das Ergebnis seien „literaturferne Texte für ein literaturfernes Publikum, könnte man polemisch sagen.“ Die kulturpolitische Demokratisierung durch das Internet kehre sich zu einer Tetxtschwemme um, der „der letzte Rest von Literarizität fehlt.“
Die Kriminalliteratur habe auf dem Feld der Literatur nach fast zweihundert Jahren gesiegt – „ob sie sich dabei zu Tode gesiegt hat oder sich neu formieren kann, wird die Zukunft zeigen.“ Während Wolff mehr die „Nachfrageseite“, die psychologischen Faktoren für die negative Qualitätsentwicklung im Feld der Kriminalliteratur verantwortlich macht, betont Wörtche die „Angebotsseite“, die Vermarktungsstrategien der Verlage als Ursache einer das Prestige des Genres gefährdenden Entwicklung.
U. Broich rekurrierte anlässlich der schnellen Expansion des Genres in den 1970er Jahren optimistischer auf die These russischer Formalisten: in der Entwicklung literarischer Gattungen gebe es eine dreistufige Wellenbewegung: zuerst ein qualitätsverursachter Höhenflug, dann ein Qualitätsverlust durch mechanische Wiederholung verblassender Stilmittel und schließlich ein neuer Aufschwung durch Innovation. U. Broich hoffte auf die nächste innovative Entwicklung des immer unvorhersehbaren Genres der Kriminalliteratur: In der Tat wurden die viktorianischen Whodunits der zweiten Hälfte des 19. und des beginnenden 20. Jahrhunderts seit den 1930er Jahren verdrängt von den Action-Krimis oder hardboiled novels und diese seit den 1950er Jahren von den Thrillern à la James Bond, dieser „Abart“ oder „Bastardform“ des Detektivromans, die trotz dieser Abwertungen die bisherige Avantgarde in die Veraltung zwang.

## Krimilust und Gesellschaft
Seit Ende der 1980er bis Mitte der 1990er Jahre stiegen die Verkaufszahlen von Kriminalliteratur in unerwartete Höhen und der Markt öffnete sich für die internationale Produktion: Kriminalromane besetzten nun „eine zentralere Position im literarischen Feld, als sie jemals vorher innehatte.“ Th. Wörtche nennt monatliche Neuerscheinungen im Marktsegment Kriminalromane im deutschsprachigen Büchermarkt in Höhe von um die 200 Exemplare, jährlich also mehr als 2000, während andere Schätzungen bis zu 3000 Neuerscheinungen veranschlagen. Die „Aufheizung dieses Marktsegments“ der Kriminalliteratur spreche für ein großes und immer noch wachsendes Publikumsinteresse an Kriminalliteratur.
Die Literaturwissenschaft hat sich mehrfach die Frage gestellt, welches Bedürfnis diese Nachfrage und die in allen Phasen zunehmende und heute schlicht unübersehbare Produktion antrieb und weiterhin antreibt. R. Alewyn schlug zur Beantwortung vor, im Gegensatz zum üblichen Vorgehen der Literaturwissenschaft sich nicht primär auf die Werke, sondern auf die „Perspektive des Lesers“ zu konzentrieren; er erhoffte sich davon Aufschlüsse darüber, „was uns schließlich mehr angeht als irgendetwas anderes, nämlich die Verfassung des modernen Menschen.“ Meinhard Creydt untersucht das Leserinteresse an der Lektüre fiktionaler Texte: Er stützt sich auf theoretisierende Autoren wie Christian Enzensberger, Bernhard Bolzano, E. M. Forster und andere, die das Motiv des Lesens in der Suche nach dem im wirklichen Leben nicht gegebenen Zusammenhang aller Dinge und damit in einer Suche nach Erkenntnis vermuten. Für Enzensberger sei die Literatur eine „Sinnmaschine“, die die dargestellten Elemente „zu eben jener Struktur [anordnet], die ich in meiner eigenen Existenz andauernd vermisse.“ Nach E. M. Forster bieten Romane „einen Ausgleich für ihre [der menschen Charaktere] Undurchschaubarkeit im wirklichen Leben.“ Creydt sieht die Leser fiktionaler Texte an umfangreichen „Entschlüsselungsarbeiten“ sich abmühen, „sodass der Leser den Sprachspuren wie ein Detektiv folgen muss.“ Wo Kriminalliteratur den Fokus auf die Lösung des Verbrechensrätsels legt, genießen die Leser nach Bolzano gerade diese Anstrengungen der Wahrnehmung seiner Denkfertigkeit. Die Lust am Kriminalroman ist daher nicht etwas von der Lektüre der sog. E-Literatur grundsätzlich Verschiedenes, sondern nur mehr fokussiert auf den einen Fall, das eine Verbrechen.
U. Suerbaum erwartete dagegen von einer solchen Untersuchung keine tieferen Einsichten: Der Detektivroman biete nur Unterhaltung und habe „kaum Anteil an der literarischen Bewältigung und Interpretation der Wirklichkeit.“ Es sei auch kaum möglich, einen Mord zu einem Problem zu machen, „das über die Lösung des Rätsels“ hinausgehe und die vom Detektiv gefundene Wahrheit sei weder allgemein gültig noch bedeutend.
Das ungebremste Leserinteresse an Verbrechenserzählungen wird unterschiedlich erklärt: mit einer Aufklärung über allgemeine gesellschaftliche Entwicklungen oder mit einer die Alltagserwartungen der Leser aufgreifenden realistischen Darstellung oder mit einer Art mentaler Vorbereitung auf mögliche Schicksale, einem Verhaltenstraining durch die Lektüre.

### Soziale Aufklärung
Krimilust und Gesellschaft werden für die Phasen der Geschichte des Genres unterschiedlich verknüpft. Für die angelsächsischen Länder in der zweiten Hälfte des 19. Jahrhunderts sieht R. Alewyn die Ausbreitung des Detektivromans durch eine breite soziale Kritik begünstigt. Die Erfahrung der Doppelbödigkeit der viktorianischen Moral habe das Interesse am „Abreißen der ehrbaren moralischen Fassaden“ durch Verbrechensschilderungen wachsen lassen. Aber für Alewyn ging es zu weit, „die ganze Gattung in die Front einer sozial-moralischen Kampagne [...] einzureihen.“
K. G. Klein und J. Keller sehen die Gründe der Popularität von Detektivromanen des 19. Jahrhunderts in der Faszination der „‘objektiven Wissenschaft‘ (die Gloria Bowles als männlich und patriarchalisch bezeichnet)“, die sich auf den Detektiv übertragen habe, sodass seine patriarchale und logozentrische Welt die Erfolgsprinzipien der umgebenden Gesellschaft spiegelte: Durch die Lektüre wurde der Leser symbolischer Teilhaber an einer Welt explosiver Industrialisierung und atemloser und kaum nachvollziehbarer Erfindungen, die sich in den einander ablösenden Weltausstellungen präsentierten – die Welt feierte die Errungenschaften der technischen Vernunft, der Leser die Vernunft des Detektivs.
Die Entstehung der hardboiled novel in den USA der 1930er Jahre ist ein Schwerpunkt der Reflexion über die Verknüpfung von Genre und Gesellschaft. Gegenüber dem zuvor häufig auf dem Land spielenden und soziale Realitäten bewusst ausschließenden angelsächsischen Detektivroman hätten die hardboiled novels einen deutlichen Zuwachs an Wirklichkeitsgehalt und damit auch an Leserinformation vermittelt. So besteht für K. L. Pfeiffer „das Interessante an der Detektiverzählung im Kontinuum eines durch die Großstadt virulent gewordenen Problemzusammenhangs, der bis in die ‚Kriminalromane‘ […] unserer Gegenwart hinein verlängert werden kann.“ Der Detektivroman vollende, was der ‚normalliterarische Roman‘ andeute, er peile die neue Struktur der Wirklichkeit an, „die einer neuen Zeichenhaftigkeit, [die] keinen Sinn, sondern dechiffrierbare Informationen“ liefere. Der Detektiv, der „Scharfsinnsheld“ des späten 19. Jahrhunderts, entschlüssele auch in seiner aktuellen Form als Spurenleser den Zeichenüberfluss der Großstadt und liefere kognitive und psychologische Modelle dafür, wie man Informations- und Rollenstress besser als andere beherrschen kann.
Für F. R. Jameson motiviert die Suche nach Antworten auf Fragen des eigenen Schicksals die Lektüre von Kriminalromanen. Die Darstellung der amerikanischen Großstadt der 1930er Jahre – und der folgenden Jahrzehnte – sei geprägt durch die Erfahrung von isolierten Individuen, von räumlichem Nebeneinander ethnischer und sozialer Gruppen, von Anonymität, Korruption und Gewalt als einem „geheimen Schicksal“, das in den Romanen geschildert werde. Dieses „geheime Schicksal“ könne zwar erlebt, aber kaum in seiner Kausalität verstanden werden, da „alle von dem Gefühl verfolgt [werden], dass das Zentrum der Dinge, des Lebens, der Kontrolle jenseits von unmittelbar erlebten Erfahrungen liegt.“ Für Jameson wird die Lektüre eine Form der Annäherung an individuelle Schicksalsmöglichkeiten und eine Haltung der Schicksalsergebenheit.

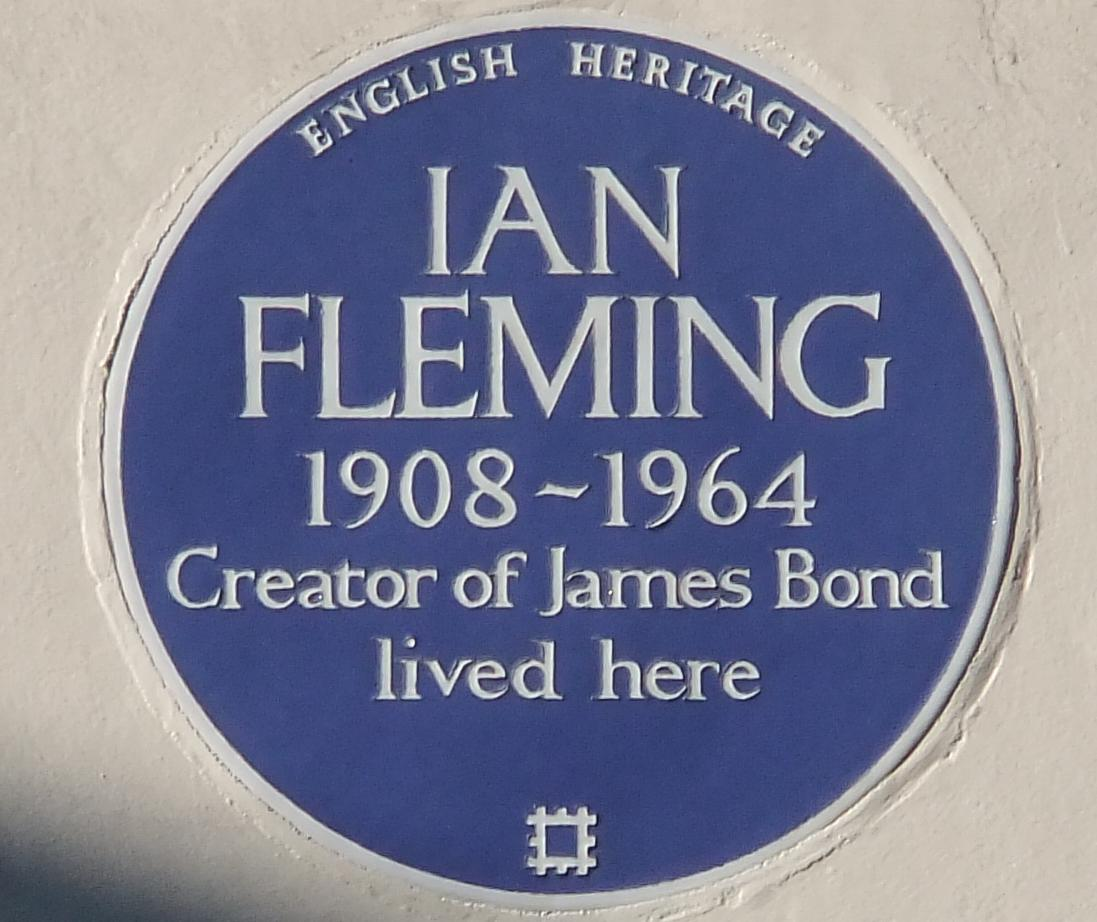
Plakette an Flemings Wohnhaus, Ebury Street 22, London

Der Autor Ian Fleming (1908– 1964), Vater der James-Bond-Figur (ab 1953), wurde nach R. Gerber von geopolitischen Angstphantasien angetrieben: „Es ist das Gefühl, vor allem der traditionellen Führungskaste, zu der Fleming eindeutig gehört, dass England machtpolitisch abgewirtschaftet hat und weiter abwirtschaftet, das Gefühl des hilflosen Absinkens.“ Diese Ängste projiziere Fleming in eine Verschwörung des internationalen Auslands, mit deren heldischer Abwehr sich die Leser seiner Romane identifizieren könnten.
D. Wellershoff geht von einer nur partiell größeren Kontrolle der Gesellschaft durch den technischen Fortschritt aus: „Die Zukunft ist ein unsicherer Bereich geworden.“ In den mehrdeutigen Situationen des Alltags entstünden feindliche Grundstimmungen, Hysterien und Treibjagden auf Sündenböcke – Problemlösungsversuche auf niedriger Ebene. „Der Detektivroman ist ein Sonderfall dieser Suche nach einer Ordnung, die anfängliche Vieldeutigkeit abbaut und wieder verfügbar macht. Er bietet dem Leser plastische  Lebenssituationen, in denen Angstbereitschaften aktualisiert und durchgearbeitet werden können.“ Die „unbestimmte Bereitschaft, jederzeit Bedrohliches zu erwarten“, könne anders nicht befriedigt werden.
Nach U. Broich kann eine durch die Alltagserfahrungen der Leser motivierte Lektüre von Kriminalromanen nur durch Darstellungen befriedigt werden, die die Störung des gemeinschaftlichen Lebens durch das Verbrechen ohne Tabus, möglichst „realistisch“ darstellen. Die Abwendung vom Milieu der „gemütlichen Morde“ im Umfeld der englischen Gentry auf einem ihrer Landsitze, auch Cosy- oder Cozy-Krimi genannt, und die Hinwendung zu den Großstädten Europas und Amerikas sei daher eine Bedingung von sozial relevanter Information oder einem Ansatz zur Aufklärung über die Strukturen der modernen Welt.
Für P. Bruckner ist der Kriminalroman das „letzte noch verbleibende Instrument ätzender Gesellschaftskritik“ und auch U. Schulz-Buschhaus sieht in der Verwendung des Kriminalroman-Schemas die Möglichkeit einer entschleiernden sozialen und politischen Analyse, die zu einem „Effekt märchenhafter Beruhigung“ führe, indem in der einen Aufklärung, der des Verbrechens, die zweite Aufklärung, die der geschichtlichen Errungenschaft, verifiziert werde. Der Detektiv bestätige „die permanente Wiederholbarkeit eines Erkenntnis- und Ordnungsprozesses“, der Sieg der richtigen Moral und des richtigen Gebrauchs der Vernunft sei eine „Verdopplung des Happy-Ending“.

### Grenzen der Information
Andere Positionen sehen die soziale Aufklärung so weit korrumpiert, dass sie als Erklärung nicht ausreichen kann: Auch diese „realistischen Ansätze“ hätten immanente Grenzen, indem sie bestimmte Themen beschweigen oder nur andeuten.
Schon Dorothy Sayers (1893–1957) sah zwar die Möglichkeiten des Genres zur Information über die Strukturen der Welt, aber sie reflektierte auch über die merkwürdige Situation, dass der Detektivroman in der Regel mit der Lösung eines Falls ende und doch keine zentralen Fragen der Leser aus ihrem Leben oder aus der Lektüre beantwortet seien: „‘Die schöne Endgültigkeit, mit der der Vorhang fällt‘, schreibt Sayers in Problem Picture, ‘verbirgt vor dem Leser, dass kein Teil des Problems gelöst wurde außer dem, der in problematischer Weise beschrieben wurde.‘“ Die Regeln des Genres, die sich in der Struktur und der Funktionalität aller seiner Elemente zeigen, führen zu der einen Antwort, die alle anderen umgeht.
U. Suerbaum fand sogar, dass in den hardboiled novels nach den 1930er Jahren kaum noch Reste von Wirklichkeit zu finden wären: Sie hätten sich bald vom Realismus entfernt und schilderten nur noch eine „imaginäre Spielwelt“, ein „Asphaltarkadien“ oder eine „eigenartige Großstadtpastorale“, ein Schäferspiel, in dem der einsame Detektiv gegen hungrige Wölfe antritt. Von diesem Standpunkt aus hat das Detektivtheater nur noch Unterhaltungs- und keinerlei Aufklärungsfunktion mehr.
U. Broich schätzt an den realistisch-sozialkritischen Romanen von Dashiell Hammett, Raymond Chandler, Mickey Spillane, Nicolas Freeling, Chester Himes, Maj Sjöwall, Peter Wahlöö und Julian Simons zwar eine ernüchternde Beschreibungen von Verbrechen im Kapitalismus, aber statt eines happy ending blieben die sozialen Missstände nach der Entlarvung des Mörders bestehen und ließen die Detektive resignieren. Auch P. Nusser sieht zwar die in den hardboiled novels und ihren Nachfolgern vermittelte Gesellschaftskritik und Aufklärung durch die Beschreibung bisheriger Tabus von Vertuschung, Drohung, Erpressung, Korruption und nützlichen Morden, die beim Leser in Nachdenken aus Furcht nach Einfühlung in Opfer resultiere. Aber „eine Perspektive für die Überwindung der von ihm [Dashiell Hammett] kritisierten Zustände wird nicht eröffnet. Auch der Detektiv bietet kein positives Gegenbild.“
Eine umfangreichere Darstellung des Zusammenspiels von wirtschaftlichen Interessen, Politik und Gewalt auf eine bestimmte Weise kann nach Ansicht von K. L. Pfeiffer mehr verdunkeln als erhellen: Die Hinwendung der hardboiled novels zur Darstellung der in die Gesellschaftsstrukturen tief eingedrungenen Formen des organisierten Verbrechens habe die Transparenz der Gesellschaft nur graduell erhöht und letztlich sogar zu einer „Restauration konservativ-konventioneller Verstandes- und Wirklichkeitsbegriffe“ beigetragen. Zwar schwinde der isolierte Rätselcharakter des einzelnen Verbrechens. Aber die Rätselhaftigkeit einer Wirklichkeit, in der sich solches abspielt, werde dadurch eher gesteigert. Zwar sei „die Stadt […] im wesentlichen Verkörperung politisch-korrupter Macht. […] Das Dargestellte zerfällt weitgehend in einen insgesamt wohl intelligiblen, aber abstrakten politischen Rahmen, und in konkrete Handlungs- und Geschehensfragmente“, die oft nicht schlüssig interpretierbar blieben. Schon bei Doyle wie auch später sei die Interpretationsgrenze der zeichenhaften Realität deutlich geworden, „hinter der das ‘Eigentliche‘ des Subjekts und der Wirklichkeit sich zu verbergen oder zu verflüchtigen scheint.“ Die Verbrechen sind zwar nicht mehr Zufälle oder Einzelfälle, aber sie bereiten sich unter dem dünnen Firnis des Alltags permanent vor und scheinen in ihrem schicksalhaften Auftreten keinen systemischen Charakter zu haben.
F. R. Jameson erklärt diese „das Eigentliche“ verfehlende soziale Aufklärung (K. L. Pfeiffer) durch ein dichotomes Weltbild am Beispiel von Raymond Chandler: Dessen Amerikabild sei als Doppelsystem zweier Welten konstruiert, einerseits der korrupten lokalen Politik mit ihren alles dominierenden Profitinteressen, andererseits der Ebene der glanzvollen nationalen Politik mit ihren charismatischen Führungsfiguren, die sich an der Verfassung und hohen ethischen Standards orientieren: „Die Handlung von Chandlers Büchern spielt innerhalb des Mikrokosmos, in der Dunkelheit einer lokalen Welt.“ Auf der lokalen Ebene bestehe die Arbeit des Detektivs in einer Suchbewegung in Raum und Zeit, die eine Kette von Morden sowohl auslöse als auch aufdecke. Nur führe diese Textur der Verbrechen zu einer „Demystifikation des gewaltsamen Todes“, der „seinem ganzen Wesen nach zufällig und bedeutungslos“ erscheine. Die Virulenz von nahezu offensichtlicher Korruption und machtsichernden Morden auf der unteren organisatorisch-politischen Ebene werde von einem patriotischen Mythos gerahmt und unschädlich gemacht. Auch die Darstellung einer regelmäßig chaotischen Welt kann nach Jameson zur schicksalhaften Resignation führen, wenn man erfolgreich angehalten werde, dem Großen und Ganzen weiter seine Zustimmung zu geben.

### Probehandeln
Einige Beobachter des Genres sehen als wichtigstes Lesermotiv nicht die Suche nach Information, sondern die nach Orientierung am Verhalten der Protagonisten der Erzählung. Diese Orientierung wird auf einer Linie zwischen den Polen des gedanklichen Wettstreits mit einem Vorbild, meist dem Detektiv, und einer Einübung von Formen der Wachsamkeit und des Selbstschutzes vermutet.
Für B. Brecht entstand der intellektuelle Genuss durch die „Denkaufgabe, die der Kriminalroman dem Detektiv und dem Leser stellt“, weil „der Alltag uns einen so effektiven Verlauf des Denkprozesses selten gestattet“. In einer von Konventionen und sozialen Hindernissen freien Atmosphäre, durch die Überwindung von sorgfältig konstruierten Vorurteilen und die Einsicht in die Kausalität menschlicher Handlungen entstehe „die hauptsächlichste intellektuelle Vergnügung, die uns der Kriminalroman bietet.“ Allerdings handelt es sich bei diesen mit der Lektüre verknüpften intellektuellen Leistungen für Brecht um „Surrogate“, um Ersatzhandlungen, um Als-Ob-Lösungen, die nicht in gesellschaftliche Strukturen eingreifen.
Dagegen meinte U. Suerbaum, dass von der Lektüre von Kriminalromanen nicht per se eine positive Verhaltensprägung zu erwarten sei, da dem zentralen Handlungsschema des Genres entsprechend der Leser bis zum Schluss das Rätsel nicht selbst lösen dürfe. Der Leser erhalte infolge des klug angelegten Versteckspiels immer nur scheinbar die Möglichkeit, sich schrittweise zur Lösung vorzuarbeiten: „Für den normalen Leser ist das Mordgeheimnis keine lösbare Rätselaufgabe, sondern ein Scherzrätsel, dessen überraschende Lösung nach vergeblichem Raten mitgeteilt wird.“ Die Mobilisierung des Mitdenkens beim Leser wird für Suerbaum durch diese Basiskonstruktion aller Kriminalliteratur unterlaufen und Selbstbestätigung systematisch unmöglich.

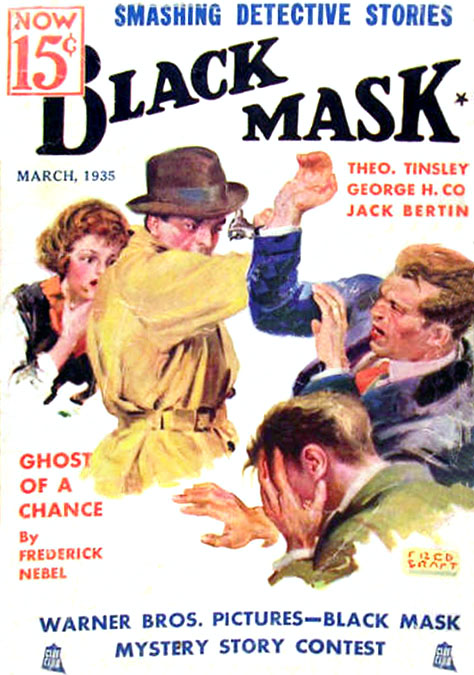
Cover der Detektivgeschichten-Reihe Black Mask vom März 1935: Kriminalität als Jedermannsbedrohung im Alltag

Jameson urteilt über Chandlers Erzählstrategie, dass die Arbeit des Detektivs schon bei ihm kein logisches Gedankenspiel mehr gewesen sei, und für K. G. Klein und J. Keller werden Gedanken und Handlungen des Detektivs für die Leser umso weniger transparent, desto mehr sich das Genre von der Illusion des rein logisch-kontemplativen, deduktiven Vorgehens löse und die Detektive mit (induktiver) Berufserfahrung, Intuition und indigener Sensibilität die Täter verfolgten: Wenn aber die Illusion des deduktiven Vorgehens aufgegeben werde, „kann der Leser [den Detektiv] nur bewundern, er kann ihm nicht nacheifern. […] Indem der deduktive Detektiv als abduktiver oder intuitiver Schnüffler [vorgeht], und die neueren Varianten des Genres damit die illusionäre Partnerschaft zwischen Detektiv und Leser ins Licht rücken, eliminieren sie eine seiner strukturellen Stärken.“ Für den Leser kann der Detektiv kein Vorbild der Problemlösung durch Nachdenken sein, sondern nur Vorbild im Durchhalten und in Coolness. Das Scheitern des Lesers werde in den Romanen von Pierre Boileau, Thomas Narcejac und Sébastien Japrisot sogar noch gesteigert, die aus den Blickwinkel des Opfers schrieben, in dessen rationaler Welt sich eine zweite, unverständliche, phantastische, unbegreifliche und unkontrollierbare Welt allmählich ausbreite und zum „Bankrott des Denkens“, zur „Denkohnmacht“ des Opfers führe.
Nach Auffassung des Erzähltheoretikers A. Koschorke werden Verhaltensmuster durch die Ermittler in der Kriminalliteratur und in Kriminalfilmen geformt. Obgleich die Darstellung von Ermittlungsarbeit nicht die wirkliche Polizeiarbeit abbilde, gewönnen Kriminalnarrative durch Wiederholungen an Realität, prägten Erwartungen und modellierten Handlungsoptionen für die Auseinandersetzung mit Gegnern und Verbrechern. Die mit der modernen Gesellschaft verknüpfte Unsicherheit des Einzelschicksals führt nach D. Wellershoff zu stellvertretenden Lösungen in Boxkämpfen, Western und: Krimis als künstlichen Risiken, die dem „Aktionsdruck wenigstens über die Fantasie ein Ventil“ verschafften. Nach banalen, alltäglichen und in der Konsequenz angststeigernden Romananfängen gehe es um Mord, diese größte aller schicksalhaften Unordnungen, die die Ordnungsbemühungen in Gang setze. Die Lektüre sei das symbolische Einüben von Reaktionen auf Bedrohungen aus der Umwelt, um Ängste in „fiktionalen Probehandlungen“ abzubauen. In der erkennbaren Tendenz, „immer größere, irritierendere, abgründigere Störungen des vertrauten Realitätskontinuums zu inszenieren“, werde angstauslösender sozialer Wandel „probeweise durchgespielt.“ Kriminalromane „bieten dem Leser stimulierende Unsicherheit im Rahmen übergreifender Sicherheitsgarantien.“ Der Leser „liest, um in aufregenden Fantasieszenarien sein von Lähmung bedrohtes Lebensgefühl aufzufrischen“ – in diesem Sinne schmarotze der Detektivroman am realen Verbrechen.

### Illiberale Verstärkung
Kritiker des Thriller-Subgenres weisen darauf hin, dass die Verhaltensprägung oder -verstärkung auch anti-demokratische Effekte hat: Während der frühere Detektivroman mit der öffentlichen Überführung und Verhaftung des Täters endet, treibt der moderne Thriller einer letzten körperlichen Auseinandersetzung zwischen Täter und Verfolger zu, endet in der Regel mit einem Showdown und oft mit dem Tod des Täters. Die Wiederherstellung der Ordnung wird im Thriller im Wortsinn exekutiert: Im Film Jack Reacher (2012) erschießt die Hauptfigur, gespielt von Tom Cruise, am Ende den wehrlosen Gangsterboss, gespielt von Werner Herzog, vor den Augen der Staatsanwältin, gespielt von Rosamund Pike, mit den Worten, er habe für Gerechtigkeit gesorgt – ihm passiert: nichts. In der Süddeutschen Zeitung schildert Bernhard Heckler einen inzwischen dominierenden Trend, in Kinofilmen Romantik und Auftragsmorde zu verbinden. Diese Mörder hätten den Ehrenkodex, mit jedem Kill die Welt ein bisschen besser zu machen, und würden zu modernen Robin Hoods. Seit den 2000er Jahren gebe es diesen „irreversiblen Shift in den Vorstellungen von romantischem Eskapismus“, der Gerechtigkeit bzw. Rache in die eigenen Hände nimmt. War bisher oft die Systemauseinandersetzung der legitimierende Hintergrund, so ist es jetzt ein grundsätzlicher Zweifel an der Gerechtigkeit einer republikanischen Justiz.

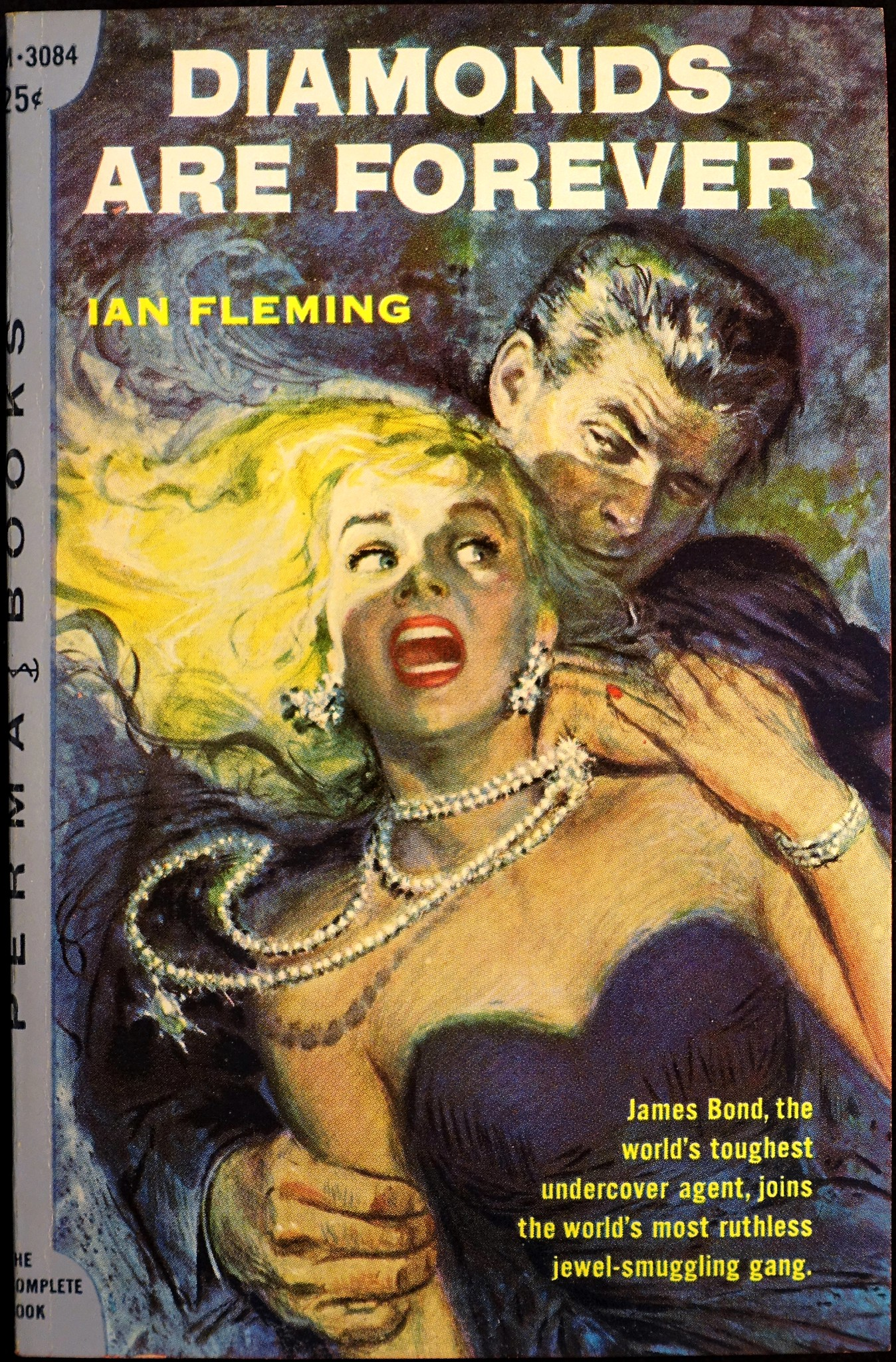
Diamonds Are Forever (1956) von Ian Fleming mit dem Detektiv James Bond (Cover eines US-Paperback von 1957)

Diese die Grundlagen einer humanen Gesellschaft untergrabenden Tendenzen schon in den Romanen über Sherlock Holmes (ab 1887) und James Bond (ab 1953) hat R. Gerber in den 1960er Jahren kritisiert. In Conan Doyles Benennung seines Helden werde symbolisch der in Sherlock Holmes personifizierte autokratische Persönlichkeitskern der rücksichtslosen Verfolgung eines Ziels ausgedrückt. Für Gerber liegt darin die „Wurzel der Problematik des Kriminalromans“: Es gehe „nicht um das Problem des Verbrechens […], sondern um den blinden Vollzug der Justiz.“ Schon vor der Entwicklung des Action-Krimis und des Thrillers besteht für Gerber der Trugschluss des Kriminalromans darin, dass er dieses notwendige Übel der pragmatischen Ordnung zur letzten Richtschnur im Bereich der Kunst erklärt, dass er „den Detektiv, der diesem Prinzip zur Vollstreckung verhilft und somit die Funktion des Henkers ausübt, zum Helden macht.“ In den späteren Thrillern mit der James-Bond-Figur konzentriere sich die Handlung auf eine Menschenjagd mit anschließendem Kill in Vollstreckung einer Justiz ohne Urteil, wodurch die Handlung für Gerber in die Nähe der Lynchjustiz gerät.
K. G. Klein und J. Keller teilen diese Kritik an den Helden des Action-Krimis: Schon Chandlers Detektive und andere Privatermittler seien „zugleich absolutistisch und relativistisch“: „Sie klammern sich an einen moralischen Standard, der dem der Artusrunde Konkurrenz machen könnte und akzeptieren zugleich eine Herangehensweise, bei der der Zweck die Mittel heiligt.“ Damit widersprechen sie allen Hoffnungen auf eine gesellschaftsstützende Verhaltensmodellierung durch das Genre Kriminalroman und vor allem das Subgenre des Thrillers.
Als Beispiel einer Verhaltensprägung durch Actionfilme wird oft die US-amerikanische Fernsehserie 24 genannt, deren Ausstrahlung zwei Monate nach den Terroranschlägen vom 11. September 2001 auf FOX begann und ab der zweiten Staffel häufig Szenen von Gefangenenfolter zeigte: Die US-amerikanische Interessenvertretung Parents Television Council zählte in den ersten sechs Staffeln 89 solcher Folterszenen – von Vernehmungsspezialisten der US-Streitkräfte wurden sie als Quelle der Inspiration für Verhöre in Guantanamo und Abu Ghuraib bezeichnet.
Auch die quotenstarke US-Serie Yellowstone (ab 2018), eine Mixtur aus Landschafts- und Western-Film sowie modernem Thriller, zeigt ausführlich die Planung und Anwendung illegaler Gewalt zur Überwindung von Hindernissen: Fast alle Hauptfiguren, zumindest die männlichen Mitglieder der Familie Dutton, ein Teil ihrer Farmarbeiter und ihre Gegner verwenden Folter, Morde oder gemeinschaftliches Lynchen, um ihre Interessen durchzusetzen. Statt eines liberalen Erschreckens wird der Plot mit seiner erzählten Zeit um 2015 dagegen in Aufweichung moralischer Grenzen so kommentiert, dass man diesen Charakteren „ihre Sünden teilweise vergeben“ könne, weil sie von Leidenschaft angetrieben würden. In US-amerikanischen Medien wurde die Fernsehserie mehrfach als konservativ-politisches „Red State“-Drama wahrgenommen und als Rednecksaga für Trumpfans – auch hier eine verstärkende Spiegelung illiberaler gesellschaftlicher Trends.
Thriller-Helden verstoßen mit ihrer Lynchmoral gegen die gesellschaftlichen Bedingungen, die Kriminalliteratur erst ermöglichen: Denn auch der Erzähler eines Thrillers muss für einen realistischen Spielraum des Ermittlers eine offene Gesellschaft voraussetzen, die der Held aber mit seiner Selbstjustiz letztlich untergräbt. Diesen Zusammenhang illustriert Rafik Schami 2017 in einem Roman, in dem seine Figuren aufzählen, aus welchen illiberalen Gründen es in heutigen arabischen Staaten keine Krimis geben könne: Morde dürften wegen der sozialen Hierarchie nicht untersucht werden oder würden wegen des Ehre-Prinzips toleriert, Clanstrukturen schürten Angst vor der Auslösung von Rache, Tatorte in geschützten Frauenbereichen dürften nicht betreten werden, Kommissare mit anderer Religion und Frauen seien als Ermittler prinzipiell undenkbar. Dagegen erfordert die Arbeit der Aufklärung eines Verbrechens nach Dieter Wellershoff einen „deus ex machina“, einen Detektiv, „der nichts zu verdrängen hat, eine angstfreie neutrale Instanz, die befähigt ist, alles wahrzunehmen und die vernunftgemäße Kohärenz der Erscheinungen wiederherzustellen.“ Diesen neutralen und furchtlosen Ermittler kann es in autoritären Gesellschaftsstrukturen nicht geben.

## Geschichte des Genres

### 17., 18. und frühes 19. Jahrhundert: Erste Kriminalgeschichten
Den ersten gelungenen Versuch in der Neuzeit, einen Kriminalfall sachlich zu beschreiben, unternahm Friedrich Schiller (1759–1805) mit seiner Erzählung Der Verbrecher aus verlorener Ehre (1786). Nach einer wahren Begebenheit berichtet Schiller, wie ein Mensch zum Verbrecher wird. Ausschlaggebend waren für Schiller auch die Werke des französischen Anwalts François Gayot de Pitaval (1673–1743), der zwischen 1734 und 1743 unter dem Titel Causes célèbres et intéressantes eine Sammlung von insgesamt zweiundzwanzig Büchern veröffentlichte, in denen er interessante, auch aufsehenerregende Rechtsfälle für die breite Masse verständlich darstellte. Es kam ihm auf die Hintergründe der Tat und vor allem auf die Psychologie der Täter an. Derartige Sammlungen waren u. a. auch in Deutschland beliebt.

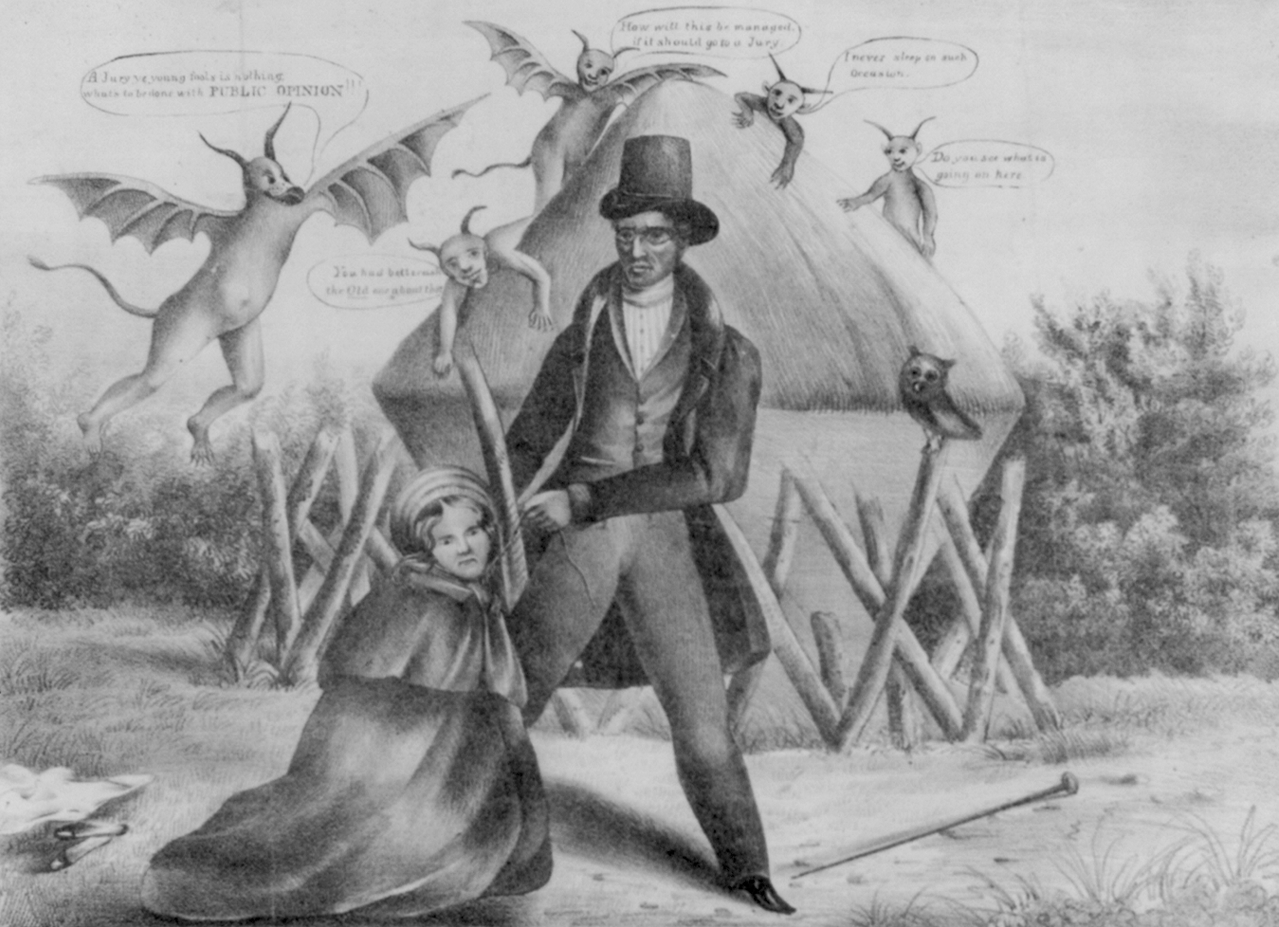
Ein Druck von 1833 zum Prozess gegen Ephraim K. Avery zeigt, dass seine Unschuld allgemein bezweifelt und der Jury, die ihn freisprach, nicht getraut wurde.

In Dänemark hat 1829 Steen Steensen Blicher seine Erzählung Der Pfarrer von Vejlby veröffentlicht, die Geschichte der Aufklärung eines Mordes, die viele Elemente der späteren Kriminalliteratur vorwegnimmt. Das Werk ist heute Teil des dänischen Kulturkanons.
Der Begründer der deutschsprachigen Kriminalerzählung war August Gottlieb Meißner. Zu den ersten deutschsprachigen „Krimis“ gehören auch die Erzählung Ein Mord in Riga von 1854 und der 1855 entstandene Kriminalroman Schwarzwaldau von Karl von Holtei.
In England verfassten in der ersten Hälfte des 19. Jahrhunderts anonyme Autoren, darunter oft Anwälte, mit Hilfe von Lohnschreibern oft moralisierende Traktate mit Darstellungen von Kriminalfällen und Skandalgeschichten aus der High Society und vertrieben sie als billige Broschüren für die aufkommenden Mittelschichten (sog. fact crime). In den USA entstanden zur gleichen Zeit eher nüchterne Gerichtsreportagen und Berichte über Hinrichtungen. Auch die Gerichtsmedizin entwickelte sich und fand ihren literarischen Niederschlag. Die Berichterstattung über einige spektakuläre Fälle war aber emotional stark aufgeladen. So entstanden zum Mordprozess gegen den Methodisten-Pfarrer Ephraim Kingsbury Avery aus Rhode Island, der eine schwangere Fabrikarbeiterin tötete, aber 1833 freigesprochen wurde, nicht weniger als 21 Bücher und Broschüren. Ende des 19. Jahrhunderts trennten sich dann die Wege der Detektivgeschichte und der Kriminalreportage endgültig.

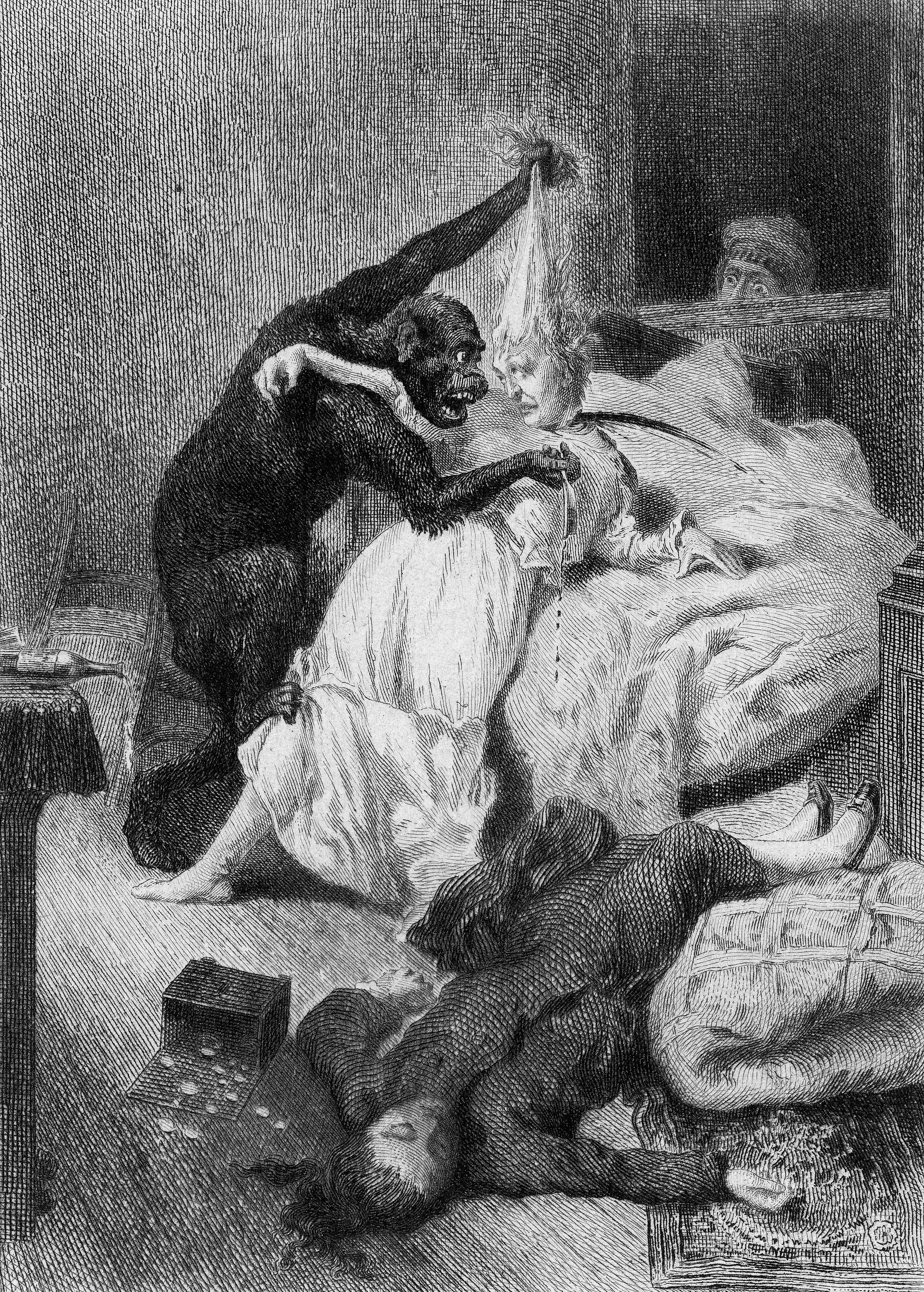
Illustration von Daniel Vierge 1870 für E. A. Poes Der Doppelmord in der Rue Morgue, der von einem entlaufenen Affen verübt wird

### 19. Jahrhundert: E. A. Poe, W. Collins, A K. Green
Als erster Autor regelrechter Detektivgeschichten ist Edgar Allan Poe zu nennen (Der Doppelmord in der Rue Morgue, 1841). Er schuf mit Auguste Dupin „den Stammvater aller private eyes (und) seinen ebenso unzertrennlichen wie namenlosen Begleiter“. Zwei deutschsprachige Vorläufer des Detektivgenres sind die Novelle Das Fräulein von Scuderi (1820) von E. T. A. Hoffmann, die Poe beeinflusst haben soll, und der wenig bekannte Roman Der Kaliber. Aus den Papieren eines Criminalbeamten (1828) von Adolf Müllner. Als erster bedeutender deutschsprachiger Detektivromanautor jüngerer Zeit gilt Friedrich Glauser.
Eine besondere Rolle kommt Wilkie Collins zu, dessen 1860 erschienener Roman Die Frau in Weiß als Grundstein der modernen Kriminalliteratur gewertet wird. Mit seinem Roman Gesetz und Frau schuf er 15 Jahre später den ersten seiner Gattung, in dem eine Frau als Detektivin fungierte. Ein wichtiger Nachahmer Collins' war in Frankreich vor allem Émile Gaboriau, der wiederum gemeinsam mit Collins Sir Arthur Conan Doyle beeinflusste. Selbst Alfred Hitchcock war ein glühender Bewunderer des viktorianischen Schriftstellers. In den USA hatte Anna Katharine Green mit ihrer sorgfältigen Schilderung polizeilicher Ermittlungsarbeit großen Einfluss. Ihr 1878 erschienenes Erstlingswerk Der Fall Leavenworth war eine Zeitlang Pflichtlektüre für Studenten an der Yale Law School.

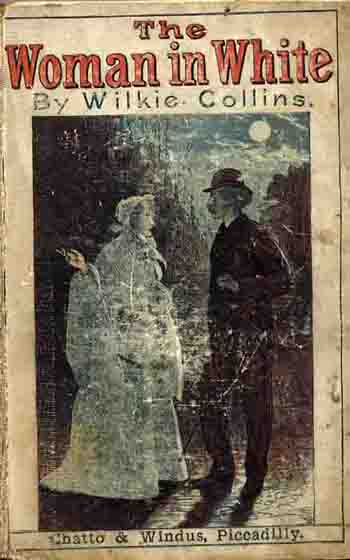
Cover von 1890 für W. Collins Die Frau in Weiß (1860), noch an der Grenze zur mystery novel

### 19. Jahrhundert: Schauer- und Kriminalromane für Frauen
In Deutschland erlangte im letzten Drittel des 19. Jahrhunderts, vor allem bei der weiblichen Leserschaft, ein Typus von Romanen große Beliebtheit, in denen die weibliche Hauptfigur durch ihre äußeren Lebensumstände in eine Situation gestellt wurde, in der sie mit einem Geheimnis oder einer Bedrohung ihres Lebens konfrontiert wurde. Sie war dann gezwungen, deren Aufklärung selbst in die Hand zu nehmen, wobei diese allerdings meist eher von Zufallsentdeckungen als von methodischer kriminalistischer Detektion geprägt waren. Obwohl die Gesamtarchitektur regelmäßig die eines Liebesromans war, enthielten diese Arbeiten stets auch Elemente von Suspense und oft auch von Schauer.
Für die Popularisierung des Genres war in erster Linie E. Marlitt verantwortlich. Ihr folgte später unter anderem Eufemia von Adlersfeld-Ballestrem.

### 1900 bis 1939 in Europa

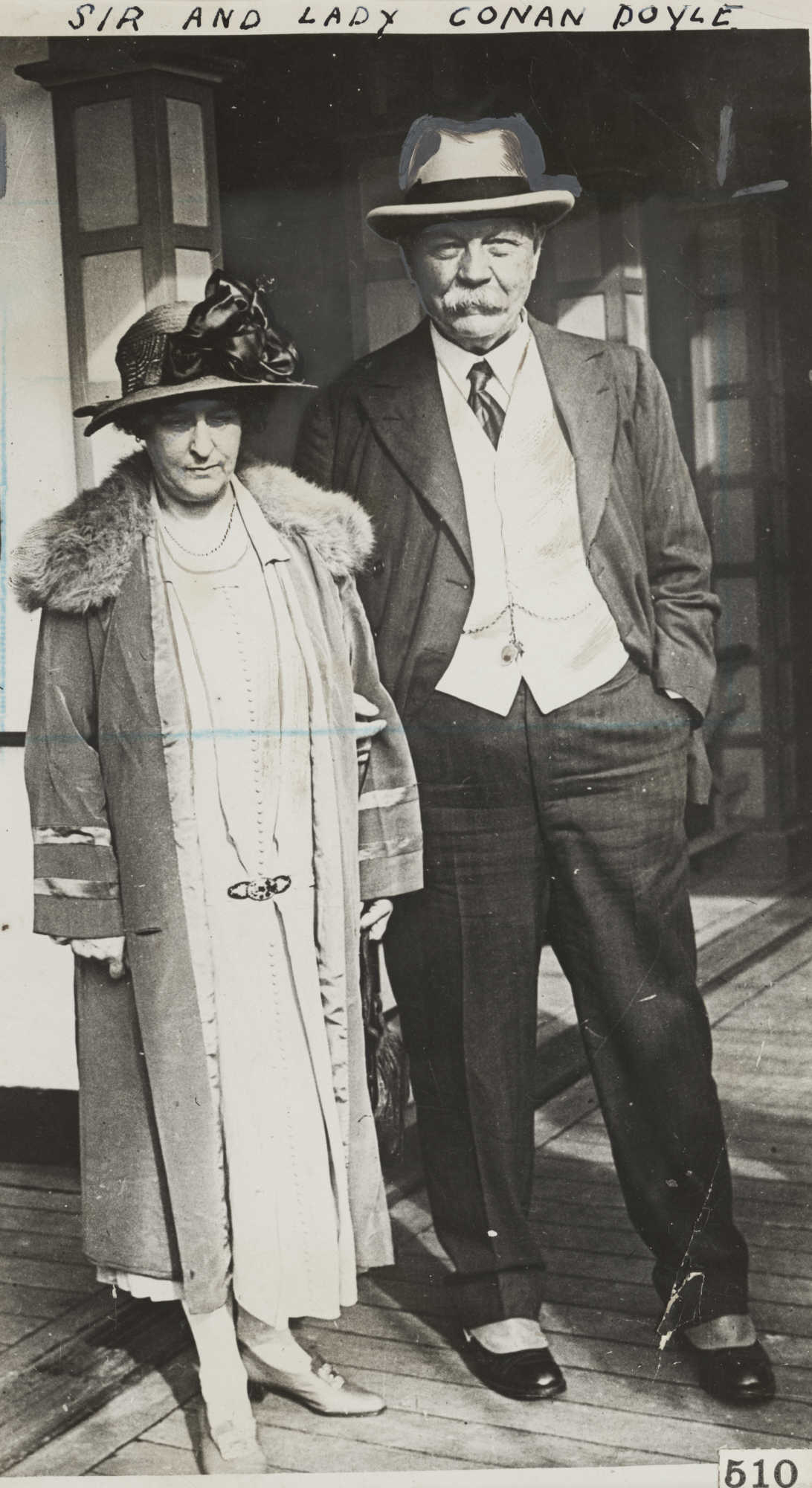
Sir Arthur und Lady Jean Conan Doyle, 1920

1910 stand mit Mary Roberts Rineharts Roman The Man in Lower Ten (dt.: Der Mann in Nummer zehn) erstmals ein Kriminalroman auf der US-amerikanischen Jahres-Bestsellerliste. Der Erfolg dieses Romans läutete einen Zeitraum ein, in dem Krimis zunehmend auch im Feuilleton Beachtung fanden. Die Jahre zwischen den beiden Weltkriegen gelten allgemein als das „goldene Zeitalter“ der Kriminalliteratur. Agatha Christie veröffentlichte 1920 ihren ersten (zu dem Zeitpunkt noch wenig beachteten) Kriminalroman, Dorothy L. Sayers arbeitete zeitgleich an ihrem Erstlingswerk. Charakteristisch für diese Zeit ist das Entstehen eines literarischen Schemas für diese Form von Literatur, die sich parallel immer größere Leserkreise erschloss. Charakteristisch für die besten Werke aus diesem Zeitraum ist, dass das Verbrechensmotiv – Liebe, Rache, Gier – in der Regel von gleicher Wertigkeit ist wie die Art und Weise, wie das Verbrechen aufgedeckt und der Täter seiner gerechten Strafe zugeführt wird. Parallel dazu fand eine Auseinandersetzung statt, was einen guten Kriminalroman ausmacht. Zu den unter anderem von S. S. Van Dine und Ronald Knox zusammengefassten Grundsätzen einer guten Erzählung gehörte der Verzicht auf übernatürliche Kräfte oder unwahrscheinliche Erklärungsmuster, wie das plötzliche Auftreten eines Zwillings, Geheimpassagen oder versteckte Räume in zeitgenössischen Häusern sowie die Forderung, den Täter früh in der Handlung einzuführen. Zufälle oder unmotivierte Geständnisse, die zur Lösung des Falls führten, galten als schlechter Stil. Der Leser sollte über dieselben Informationen verfügen wie der Ermittelnde und damit die Chance haben, den Fall eigenständig zu lösen. Zu den wichtigsten Autoren dieses Zeitraum gehören neben Christie und Sayers Anthony Berkeley, S. S. Van Dine, Margery Allingham, Ngaio Marsh, John Dickson Carr, Ellery Queen, der unter dem Pseudonym Nicholas Blake Krimi schreibende Lyriker Cecil Day-Lewis, Rex Stout und Josephine Tey.

Auffallend viele Protagonisten der Kriminalromane aus dieser Zeit haben einen gesellschaftlichen Sonderstatus: Nach Herkunft, Bildungsstand, Einkommen und Lebensart zählen sie zu den sogenannten „Gentleman detectives“ Sie ermittelten in den oberen Schichten der Gesellschaft die cosy crimes ohne allzu viel Blut und Gewalt. Dabei handelt es sich letztlich um einen literarischen Kunstgriff, den Anna Katharine Green gegen Ende des 19. Jahrhunderts erstmals einführte. Polizeibeamte gehörten im 19. und zu Beginn des 20. Jahrhunderts den unteren sozialen Schichten an. Für zeitgenössische Leser war es nicht vorstellbar, dass sie auf Augenhöhe Kriminalfälle unter Angehörigen der oberen Schichten lösen könnten. Gleichzeitig waren es jedoch gerade Kriminalfälle, die in diesen Schichten spielten, die von Lesern nachgefragt wurden. Green stellte im Roman Der Fall Leavenworth ihrem ermittelnden Polizeibeamten daher einen jungen Anwalt zur Seite, der aus diesen Kreisen kam. Spätere Autoren haben diese Idee aufgegriffen und abgewandelt. Dorothy L. Sayers Protagonist Lord Peter Wimsey kann dank seinem großen Vermögen Kriminalfälle als Freizeitbeschäftigung lösen und hat auf Grund seiner Herkunft Zugang zu den besten Kreisen. Gleichzeitig ist er mit Inspektor Parker befreundet und verfügt so über Verbindung zu Scotland Yard. Ngaio Marshs Figur des Roderick Alleyn ist ebenfalls adeliger Herkunft, sein Interesse an kriminalistischer Arbeit ist jedoch so groß, dass er trotz Herkunft und Privatvermögen Polizeiinspektor geworden ist. Agatha Christies Protagonistin Miss Marple gehört der gebildeten Gentry an, ihr Protagonist Hercule Poirot unterliegt als Ausländer nicht den sozialen Schranken, wie sie die britische Gesellschaft vor dem Zweiten Weltkrieg kennzeichneten.

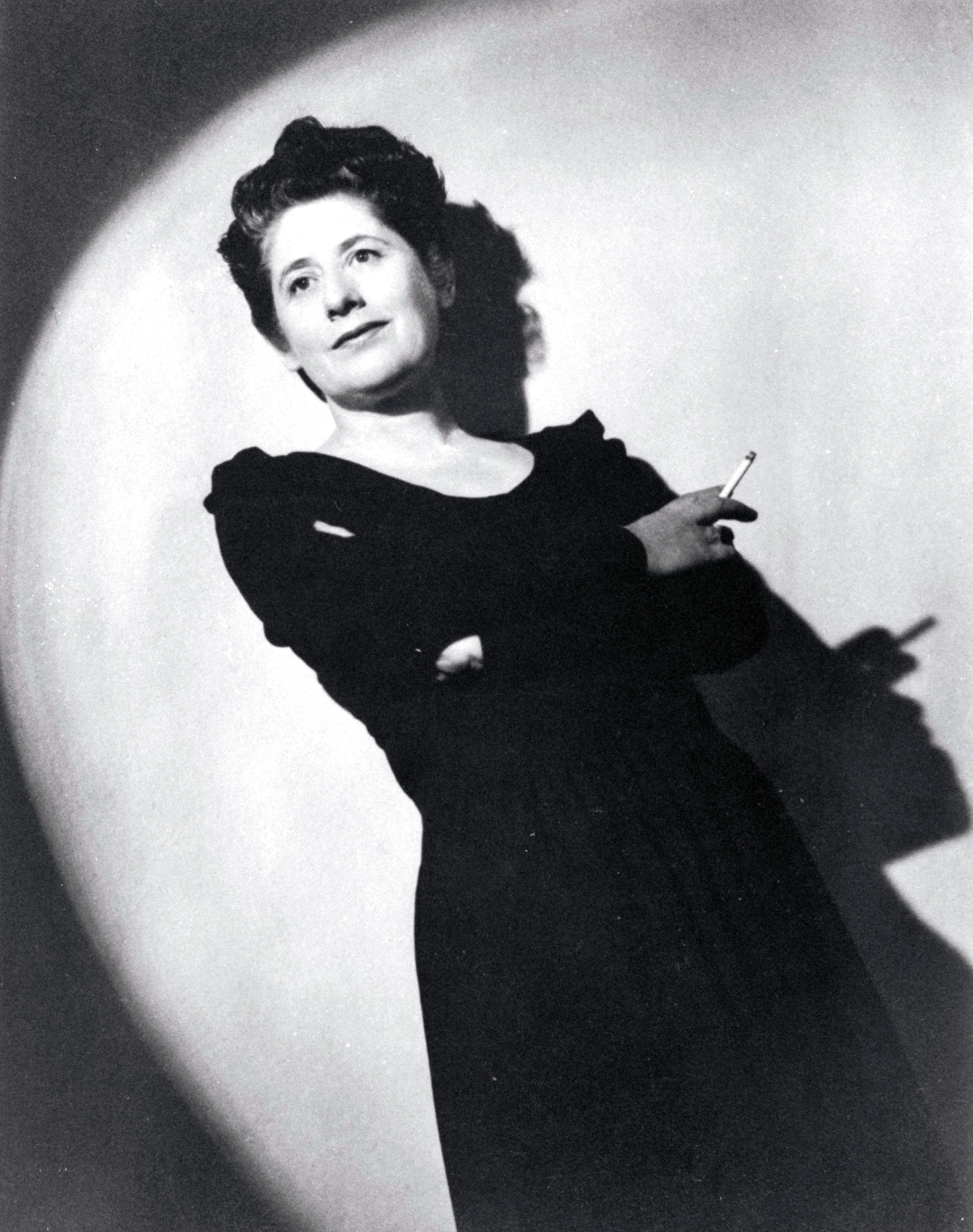
Ngaio Marsh in den 1940er Jahren

Neben den klassischen Whodunits entwickelte sich in der Blütezeit des englischen Detektivromans zwischen 1914 und 1939 als weitere Variante ebenfalls eine Form des psychologischen Kriminalromans. Während in den „crossword puzzle“-Romanen die Suche nach dem Täter und die Rekonstruktion des unerzählten Hintergrunds, Motivs oder Hergangs des Verbrechens die eigentliche Handlung bildet, wird dieser Handlungsaufbau in der „inverted detective story“ umgekehrt. Der Roman schildert die Vorgeschichte und Vorbereitung sowie den Hergang der Tat; der Täter ist in der Regel bekannt. Die Detektion und Auflösung der Whodunits werden ersetzt durch psychologische Studien eines Mordfalls. Der Mörder scheint einer Entdeckung und Bestrafung zu entgehen, die Tat bleibt anscheinend ungesühnt. Durch eine überraschende Wendung am Schluss, zumeist aufgrund eines Zufalls, werden das Verhältnis von Gut und Böse und die übergeordnete Gerechtigkeit jedoch wiederhergestellt. So wird beispielsweise in dem Roman Malice Aforethought.The Story of a Commonplace Crime (dt. Titel Vorsätzlich. Die Geschichte eines gewöhnlichen Verbrechens), der von A. B. Cox 1931 unter dem Pseudonym „Francis Iles“ veröffentlicht wurde, Dr. Brickleigh nicht für den Mord an seiner Frau, den er begangen hat, verurteilt, sondern wegen eines anderen Mordes gehängt, den er nicht begangen hat. Neben weiteren Romanen, die A. B. Cox unter seinem Pseudonym als „Francis Iles“ verfasste, werden zu diesem Typ des psychologischen Kriminalromans ebenso die frühen Romane Payment Deferred (1926, dt. Titel Zahlungsaufschub) und Plain Murder (1930, dt. Titel Ein glatter Mord) von C. S. Forester gerechnet. Auch Graham Greenes romanhafte Studien junger Verbrecher in A Gun For Sale. An Entertainment (1936, dt. Titel Das Attentat) und Brighton Rock (1938, dt. Titel Am Abgrund des Lebens) und Romane wie Daphne du Mauriers Jamaica Inn (1936) und Rebecca (1938) – zugleich literarische Vorlage für die erfolgreiche Verfilmung von Alfred Hitchcock mit Laurence Olivier in der Hauptrolle – können in diesem Zusammenhang als Variante des psychologischen Kriminalromans gesehen werden.

### 1930er bis 1960er Jahre in den USA: Der Hardboiled-Krimi
Zu den heftigsten Kritikern der vor allem von britischen Autoren geschriebenen Kriminalromane, die dem „goldenen Zeitalter“ zugerechnet werden, gehörten US-Amerikaner wie Raymond Chandler und Dashiell Hammett, beides Verfasser von Kriminalromanen, die durch den archetypischen „hardboiled detective“ geprägt sind. Dieser Figurentypus zeichnet sich durch eine illusionslose bis zynische Sicht auf die Welt aus, nimmt wenig bis keine Rücksicht auf geltende Gesetzesnormen, macht skrupellos von der Schusswaffe Gebrauch und lebt in latentem oder offenem Konflikt mit der Polizei – Letzteres nicht zuletzt deshalb, weil er früher selber Polizist war und den Dienst quittiert hat. Die Lösung des Falles steht häufiger weniger im Vordergrund als eine atmosphärisch dichte Erzählung und glaubwürdig agierende Protagonisten. So bleibt in dem Roman Der große Schlaf von Raymond Chandler letztlich ungeklärt, wer eigentlich den Chauffeur ermordet hat.
Raymond Chandler verfasste 1944 einen Essay, in dem er die Abgrenzung zum britischen Whodunit deutlich machte und seinen Berufskollegen, die sich der Erzählweise verpflichtet fühlten, mangelnden Realismus vorwarf. Dorothy L. Sayers konfrontierte er mit dem Vorwurf, dass sie bestenfalls zweitklassige Literatur schreibe, weil sie sich literarisch nicht mit Sachverhalten auseinandersetze, die erstklassige Literatur kennzeichne.
Mit ihren Gegenentwürfen zu den klassischen Whodunits zeichnen die Autoren der „hard-boiled school“ das aus ihrer Sicht realistischere Bild eines unüberschaubar gewordenen Großstadtlebens, in dem Korruption und Werteverfall alle gesellschaftlichen Ebenen durchdrungen haben. Das Verbrechen stellt keine Ausnahmeerscheinung mehr dar, sondern wird zum alltäglichen Ereignis und immanenten Bestandteil der Gesellschaft. Recht und Ordnung werden in diesem chaotischen, von Gewalt geprägten Handlungsraum nicht mehr durch soziale Institutionen garantiert, sondern individuellen Instanzen übertragen. Dies impliziert im Vergleich zur klassischen Detektivliteratur inhaltlich zugleich eine relative Beliebigkeit der Ordnungsvorstellungen: Das Gesetz und die allgemein gültige Werteordnung werden überwiegend durch einen individuellen Moralkodex ersetzt. So erscheint neben Chandlers Privatdetektiv Philip Marlowe, der noch gewisse romantisch-ritterliche Züge zeigt und seine moralische Integrität zu bewahren versucht, ebenso Mickey Spillanes Romanfigur des brutalen, frauenfeindlichen Mike Hammer, der ohne Rücksichtnahme zur Selbstjustiz greift.
Auch Hammett nimmt in seinen Romanen die Romantisierung der detektivischen Protagonisten stark zurück und verzichtet damit auf eine übergreifende Ordnungsinstanz. In seinen Kurzgeschichten und frühen Romanen verwendet Hammett einen anonymen Ich-Erzähler als Helden; erst in späteren Werken erhalten seine Detektive einen Namen, wie beispielsweise Sam Spade in The Maltese Falcon oder Nick Charles in The Thin Man. Der „tough guy“ Hammetts ist anfangs kein unabhängiger Privatdetektiv, sondern arbeitet in einer großen Detektei, die an die Pinkerton Agentur erinnert, bei der Hammett selber acht Jahre lang als Detektiv beschäftigt war. Seine Aufträge bekommt Hammetts Held von seinem Chef, der als übermenschliche Vaterfigur geschildert wird. Auf diese Weise wird Hammetts Detektiv letztlich die moralische Verantwortung des Tötens genommen: Morde scheinen so auch dem Leser gerechtfertigt.
In ihrem Kern greifen die Detektivromane der „hard-boiled school“ überwiegend auf einen amerikanischen Urmythos zurück, der auch die Gattung des Western trägt: Der aufrechte, weder durch Herkunft oder Bildung privilegierte und auf sich allein gestellte Protagonist muss sich in einer Grenzsituation oder in einem Grenzbereich bewähren, in dem Recht und Gesetz nicht durch staatliche Institutionen verwirklicht werden können.
Mit der Verlagerung des Handlungsraums in einen undurchschaubaren Großstadtbereich tritt bei Chandler und Hammett gleichzeitig die gattungskonstitutive Rätselspannung der klassischen Whodunits in den Hintergrund. Die Fülle der geschilderten Ereignisse und Fakten im Laufe der Ermittlung wird nicht mehr logisch oder kausal durch ein einheitliches Erklärungsmuster geordnet; die Handlung fällt in zahlreiche kleinere Einzelepisoden auseinander, in denen die Lösung des ursprünglichen Falls nicht mehr im Mittelpunkt steht oder teilweise ganz aus den Augen verloren wird.
Der thematische Schwerpunkt verlagert sich verstärkt auf die Verfolgung und Überwältigung des Täters, der teilweise bereits relativ früh identifiziert wird. Spannung wird primär durch einen aktionsreichen Handlungsverlauf oder eine Häufung von gefährlichen Situationen für den Ermittler erzeugt; der Spannungsaufbau des hardboiled-Modells ist nicht mehr zwingend auf die Rekonstruktion des Tathergangs oder der Tatmotive und die Auflösung am Ende ausgerichtet. Der Leser erlebt in erster Linie die Dramatik des Handlungsverlaufs mit wechselnden Spannungskurven; durch Beenden beispielsweise von Verfolgungsszenen oder den Abbruch von Kämpfen und sonstigen Auseinandersetzungen wird die Spannung häufig unterbrochen, um anschließend neu belebt zu werden. Die Erzählweise ist vorwärtsgerichtet und chronologisch-sukzessiv; an die Stelle einer finalen Aufklärungsszene tritt in der Regel eine Abschlussszene, in der der Täter überwältigt, getötet oder auf andere Weise unschädlich gemacht wird.

### Nach 1945: Diversifizierung

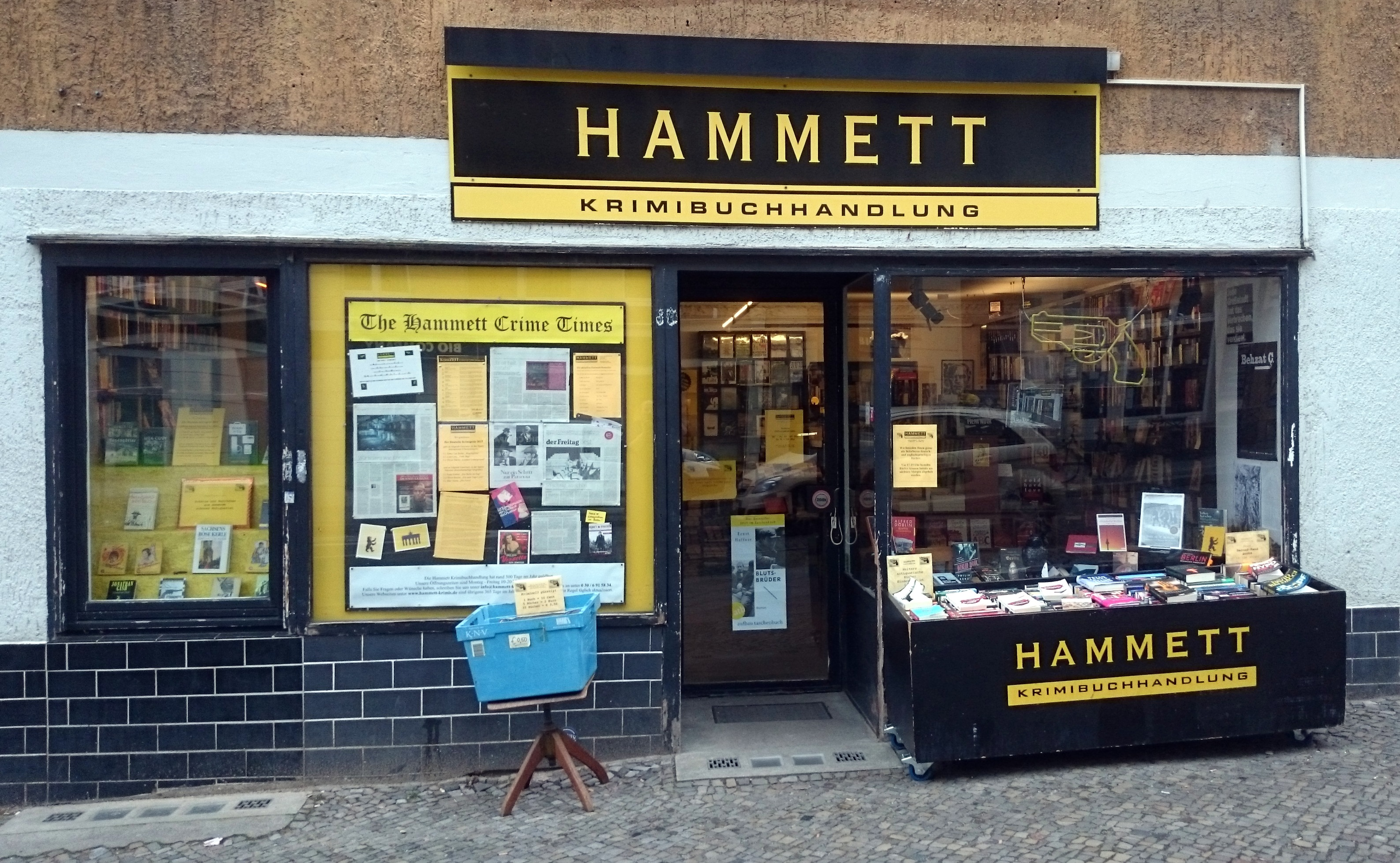
Eine Krimibuchhandlung in Berlin

Die Gräuel des Zweiten Weltkriegs und die Bedrohung einer atomaren Auseinandersetzung zwischen den Konfliktparteien des Kalten Krieges veränderte auch das Leserinteresse. Spionageromane wie die von Ian Fleming und John le Carré schienen zeitgemäßer als die Fälle der traditionellen Detektivgeschichte. Parallel dazu streiften Genres wie Science-Fiction und Fantasy das Odium der Trivialliteratur ab, weil literarisch anspruchsvoll schreibende Autoren sich ihnen widmeten. Fernsehen veränderte das Freizeitverhalten und führte dazu, dass insbesondere in den USA die Pulp-Magazine verschwanden, in denen Autoren Krimi-Kurzgeschichten veröffentlichen konnten. Diese Entwicklungen führten dazu, dass Kritiker wie Julian Symons das Ende des Detektivromans prognostizierten.
Tatsächlich erwiesen sich die 1950er und 1960er Jahre als eine Übergangsphase für diese literarische Gattung. Eine neue Generation von Autoren berücksichtigte, dass Grundzüge der Lehren von Sigmund Freud und C. G. Jung mittlerweile Bestandteil des Allgemeinwissens geworden waren und gleichzeitig sich polizeiliche Ermittlungsarbeit grundlegend verändert hatte. Der einsam und allein ermittelnde hardboiled detektive schien genauso wenig zeitgemäß wie die schrullige Alte, die im Stil einer Miss Marple den Mord in ihrem Dorf aufklärt. Moderne Polizeiarbeit ist die Arbeit eines Teams mit gut ausgebildeten Spezialisten. Als erste Kriminalromane, die diese Entwicklungen berücksichtigen, gelten der 1945 erschienene Kriminalroman V as in Victim von Lawrence Treat und der 1952 herausgegebene Roman Last Seen Wearing... von Hillary Waugh. Zu den Autoren, die intensiv recherchieren, um ein realistisches Bild polizeilicher Ermittlung zu zeichnen, zählen unter anderem Ed McBain, Elizabeth Linington, Elmore Leonard, Lawrence Sanders und Gwendoline Butler. Einige Autoren wie Joseph Wambaugh, Dorothy Uhnak und Janwillem van de Wetering haben tatsächlich als polizeiliche Ermittler gearbeitet. Auch der deutschsprachige Kriminalroman erlebte in den 1950er-Jahren einen Aufbruch mit drei Romanen von Friedrich Dürrenmatt, in denen dieser neue Möglichkeiten des Genres auslotete.
Kennzeichnend für die Kriminalromane seit den 1960er Jahren ist ihre hohe Diversität: Ermittler beider Geschlechter haben unterschiedlichste soziokulturelle Hintergründe und Vorlieben, sind korrupt oder von strengen moralischen Maßstäben getrieben, sind von ihrer Arbeit und ihren gesellschaftlichen Umständen ernüchtert oder gehen ihrer Arbeit mit hohem persönlichen Engagement nach. Auch der Privatermittler ist nicht vollständig verschwunden. Ihn kennzeichnet heute meist ein Spezialwissen und eine Ermittlung im Rahmen seines Berufs. Klassische Beispiele dafür sind die Kriminalromane von Emma Lathen, deren Protagonist ein Bankangestellter ist, oder die Kriminalromane von Dick Francis, die im Milieu des Pferderennsports spielen. In Harry Kemelmans Rabbi-Small-Romanen tritt an die Stelle von Chestertons Pater Brown ein Rabbi, der in einem spezifisch jüdischen Milieu ermittelt, das jedoch auch für nichtjüdische Leser verständlich bleibt. Die Fälle in Kemelmans Romanen werden mit Hilfe des Pilpul, der talmudischen Logik, gelöst. Der eigentliche Kriminalfall ist im Wesentlichen ein Mittel zur Aussöhnung zumeist sozialer Gegensätze innerhalb der jüdischen Gemeinde. Vor allem in den letzten Werken mit der Detektivfigur des Rabbiners steht dabei allerdings die Detektion nicht mehr im Vordergrund, in mehreren Erzählsträngen werden stattdessen vielfältige existenzielle Probleme angeschnitten; der Fall für den Detektiv taucht teilweise erst am Ende des Romans auf.
Anfang der 1970er Jahre führte P. D. James als eine der ersten Autorinnen eine Frau als Ermittlerin ein. In dem 1972 erschienenen Roman mit dem viel sagendem Titel An Unsuitable Job for a Woman (dt. Titel Kein Job für eine Dame) löst die junge Privatdetektivin Cordelia Gray noch etwas unbeholfen ihren ersten Fall, tritt danach in dem umfangreichen Werk von James jedoch nur noch ein weiteres Mal als Ermittlerin auf. Bis Ende der achtziger Jahre blieben männliche Detektive im Kriminalroman als Ermittlerinstanz weitgehend etabliert; erst seit den neunziger Jahren treten auch Frauen zunehmend als Ermittler hervor.

## Museen und Archive (Auswahl)

### Krimiarchiv etc. im „Kriminalhaus“
Das 30.000 Bände starke Deutsche Krimi-Archiv des Ehepaars Monika und Ralf Kramp, das als Präsenzbibliothek betrieben wird, zog Mitte September 2007 in die „Alte Gerberei“ in Hillesheim (Eifel). Dort findet der Krimifreund auch das „Café Sherlock“, einen auf Regionalkrimis spezialisierten Verlag (KBV) und eine Buchhandlung. Seit 2013 befindet sich das Kriminalhaus in einem ebenfalls historischen Kaffeehaus in Hillesheim und wurde um eine Sherlock-Holmes-Ausstellung, eine Agatha-Christie-Sammlung und ein Krimi-Antiquariat ergänzt.

### Krimimuseum
Das erste deutsche „unkonventionelle Krimimuseum“ mit Bibliophilem eröffnete 2007 im abgelegenen nordwestniedersächsischen Stollhamm der 39-jährige Verleger, Grafiker und Sammler Mirko Schädel in einem umfunktionierten Pferdestall: Rund 4500 ausschließlich deutschsprachige Ausstellungsstücke vom „Groschenheft über Reclams Automatenbücher und Ausgaben der «Illustrirten Criminal-Zeitung» bis hin zur aufwändig gebundenen Lederschwarte“.